# 소스 목록

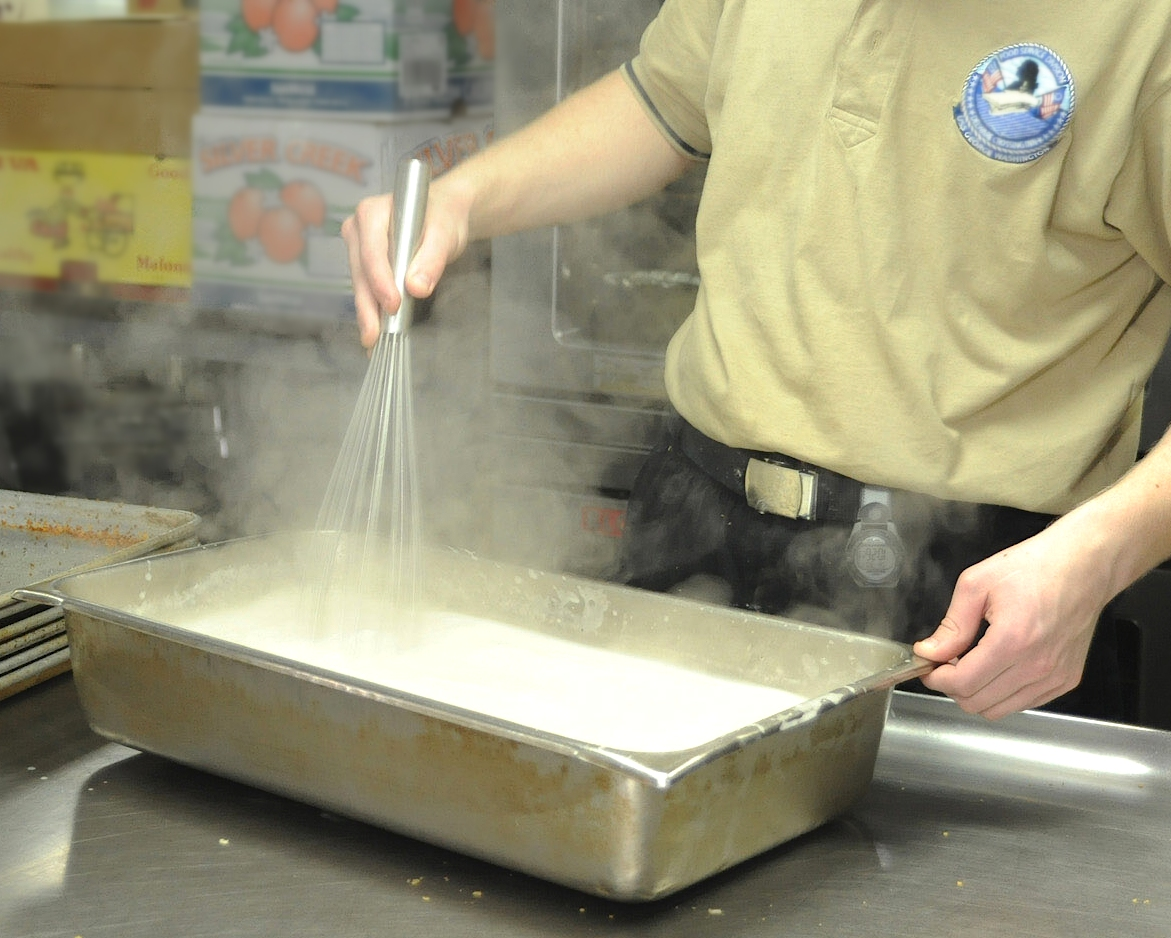
요리사가 소스를 거품기로 휘젓고 있다

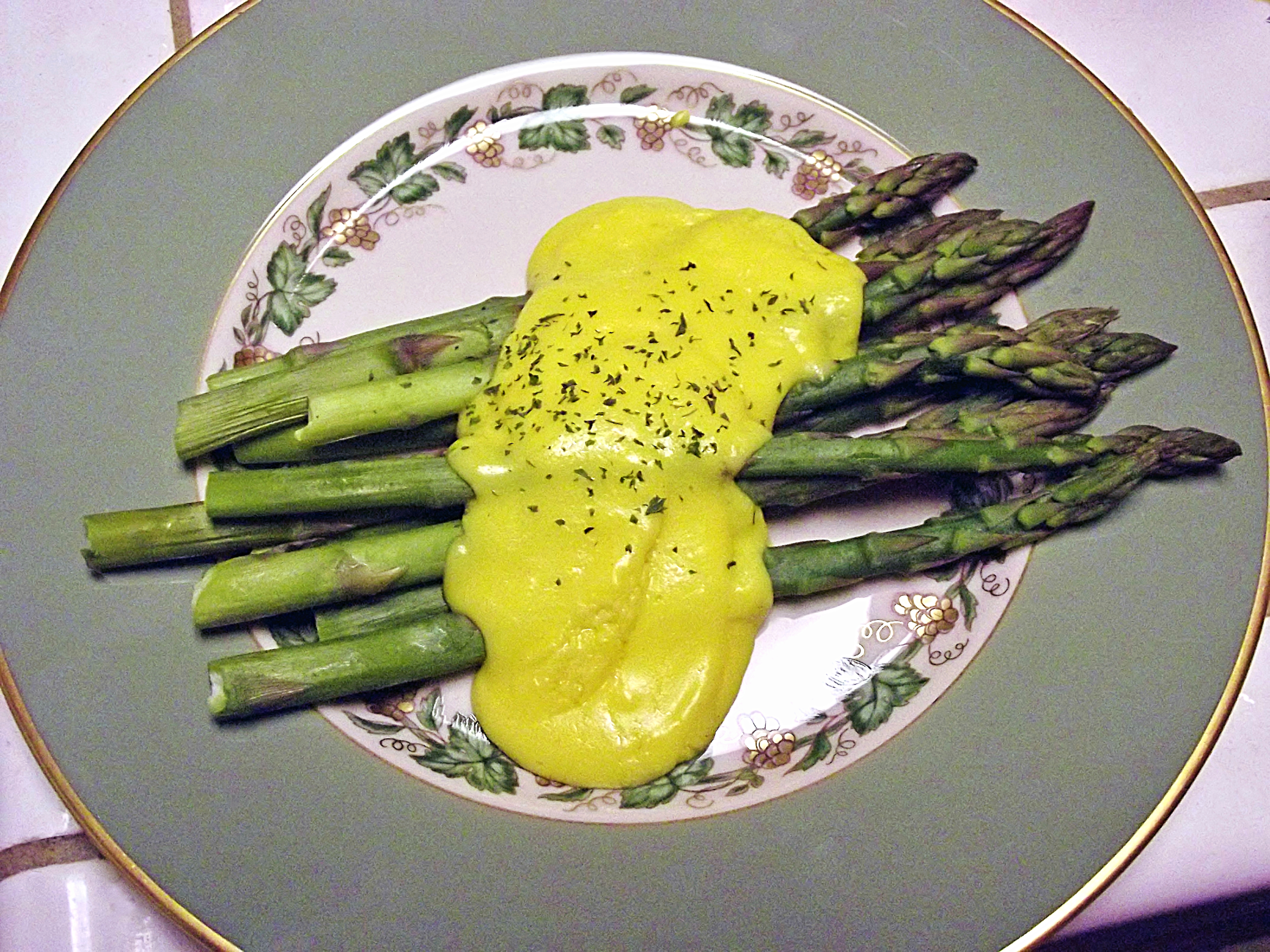
아스파라거스 위의 올랑데즈 소스

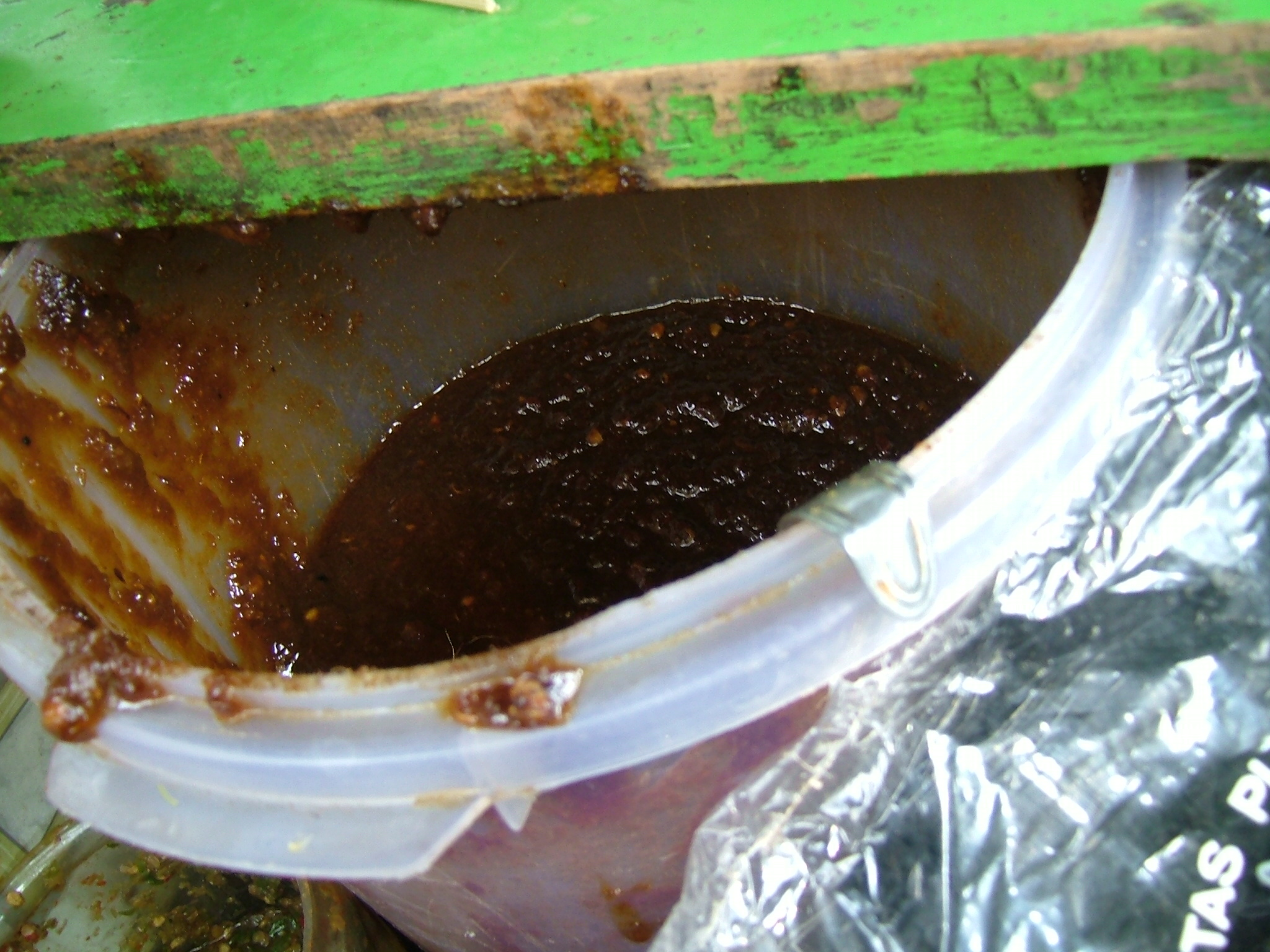
팜슈거, 타마린드, 땅콩, 고추로 만든 달콤한 루작 소스

다음은 조리 및 푸드 서비스에 사용되는 주목할 만한 요리 및 조제 소스 목록이다.

## 일반
- 안초비 에센스
- 아브고레모노
- 아보카도 소스
- 바비큐 소스[1]
- 브레드 소스
- 치즈 소스
- 칵테일 소스
- 커피 소스
- 콘 소스
- 쿨리 (음식)[2]
- 덕 소스
- 에구시 소스
- 프라이 소스
- 올랑데즈 소스
- 마햐와
- 미뇨네트 소스
- 민트 소스
- 머시룸 케첩

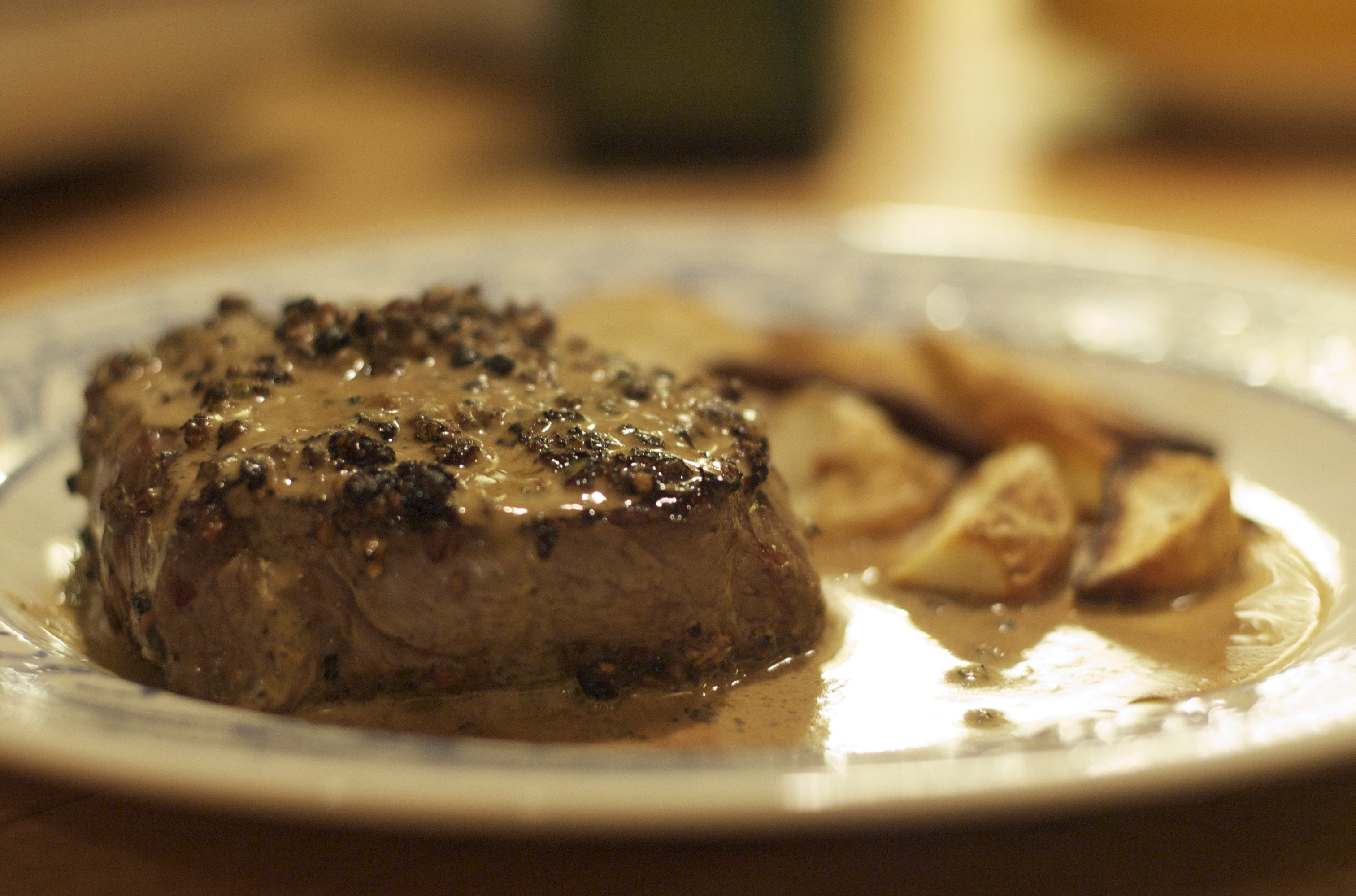
페퍼콘 소스를 곁들인 스테이크 오 푸아브르

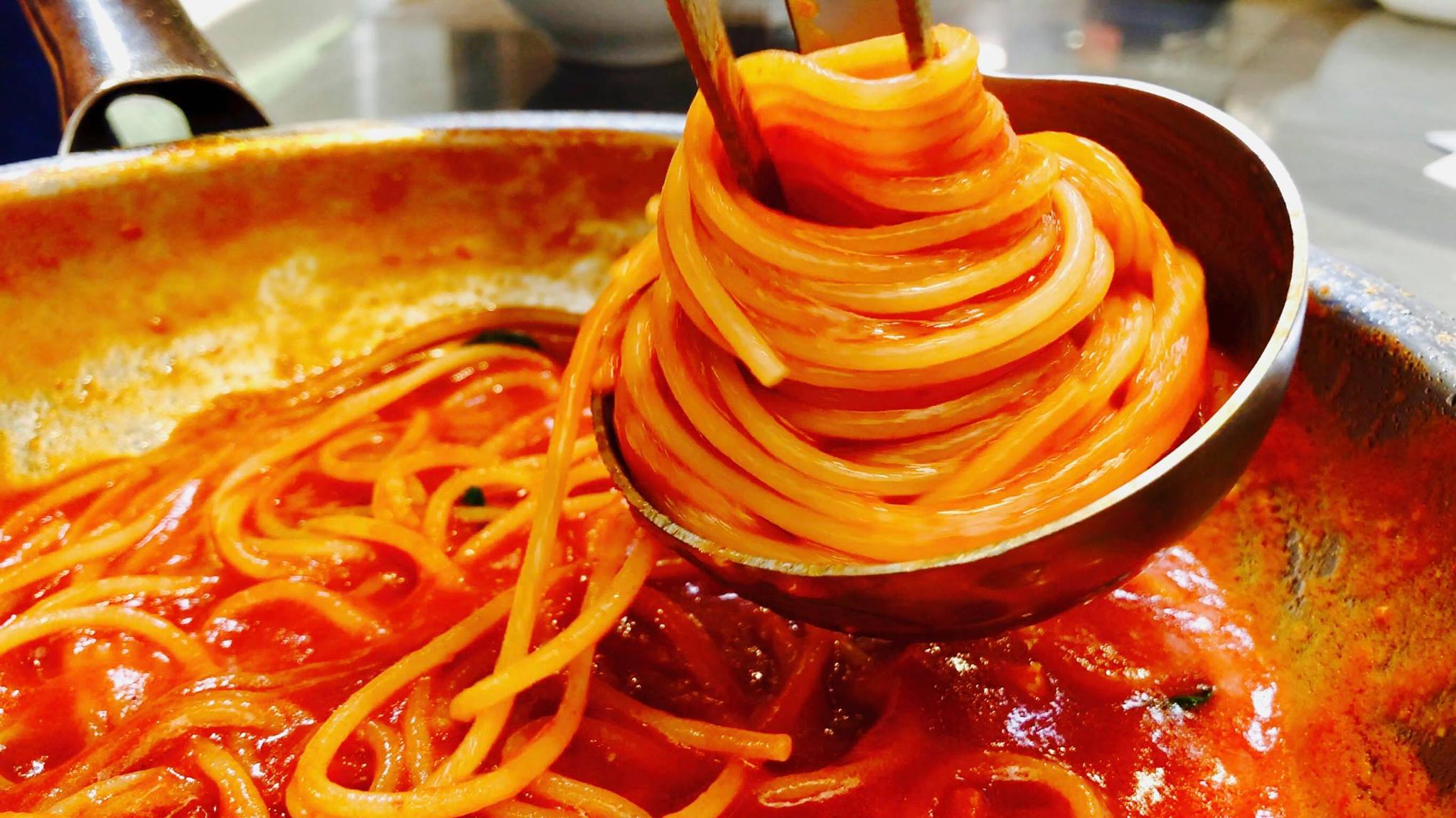
토마토 소스를 곁들인 스파게티

- 노르망드 소스 – 해산물과 함께 제공되는 크림 소스[3]
- 팬 소스
- 페퍼콘 소스
- 레인보우 소스
- 라비고트 소스
- 로메스코
- 샐러드 드레싱
- 살사 (살사 로하)
- 사체벨리
- 안달루스 소스
- 오로라 소스 – 토마토 맛이 나는 블루테 소스[4]
- 베르시 소스
- 풀레트 소스 – 버섯과 레몬으로 조리[5]
- 소스 뱅 블랑
- 소프리토
- 스테이크 소스
- 스위트 칠리 소스
- 토마토 소스
- 비네그레트
- 와인 소스
- 우스터셔 소스

## 조제 소스

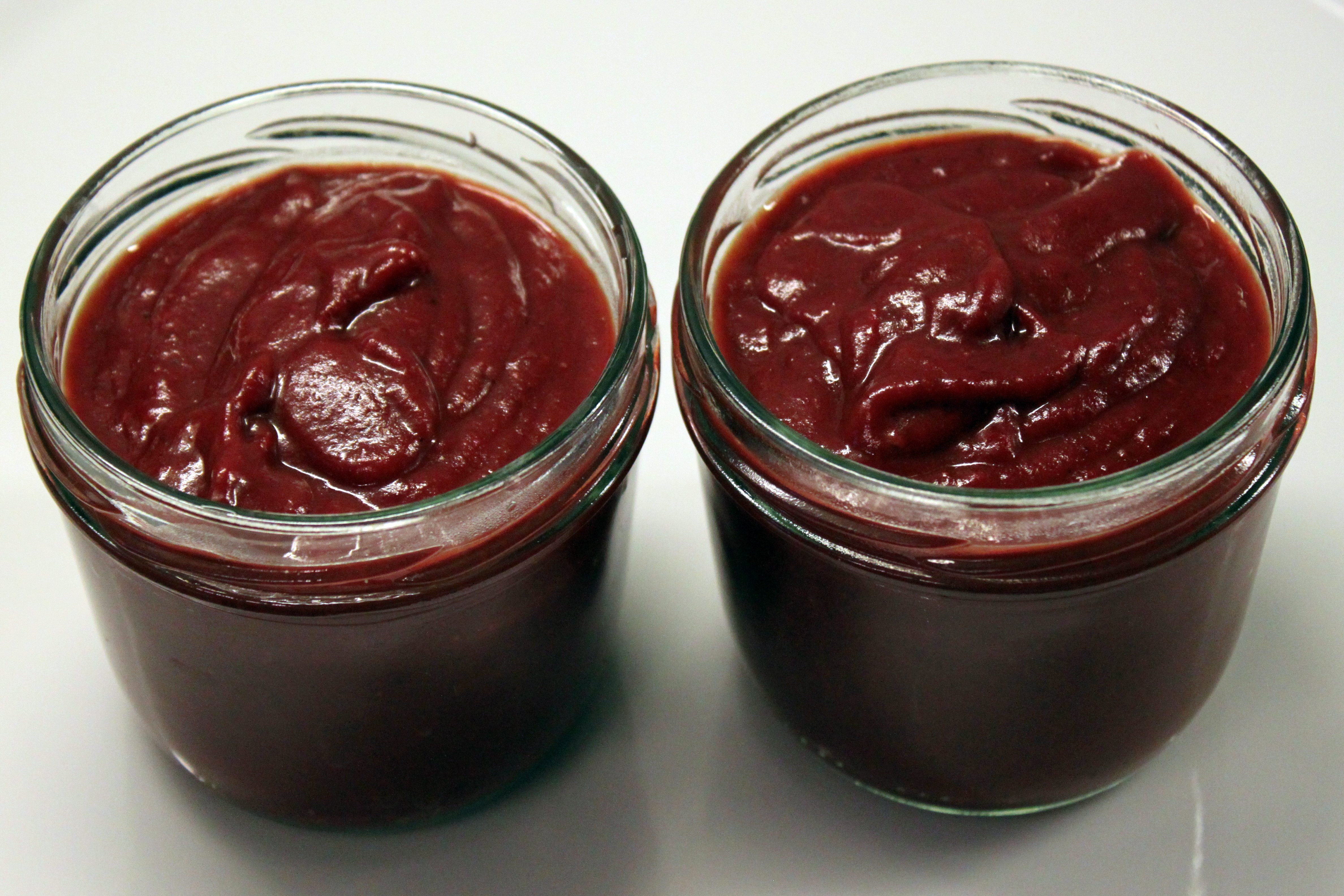
케첩

- A.1. 소스
- 알프레도 소스#알프레도 소스
- 베이커네즈
- 치즈 위즈
- 대디스
- HP 소스
- 케첩
- 마지
- 매직 셸
- 맥도날드 소스
- 머스터드
- OK 소스
- 피카페파 소스
- 살사 리사노
- 살사 (조제)
- 타파티오 핫소스
- 프레고

## 종류별

### 브라운 소스

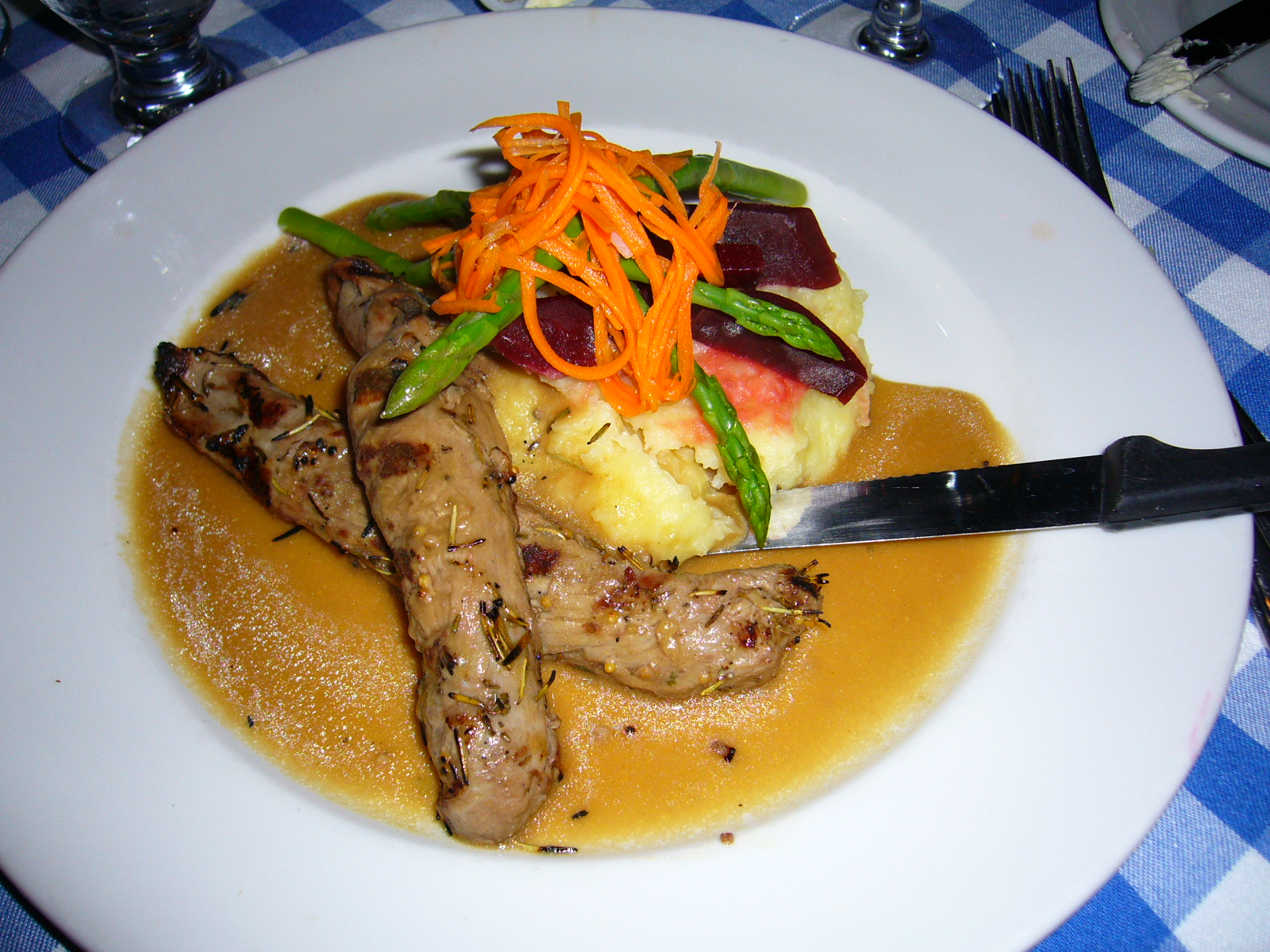
보르들레즈 소스를 곁들인 돼지 안심

브라운 소스 포함:
- 보르들레즈 소스
- 샤토브리앙 소스
- 샤르퀴티에르 소스
- 쇼프루아 소스[6]
- 드미글라스
- 그레이비
- 머시룸 그레이비
- 로메스코 소스
- 아프리칸 소스
- 소스 오 푸아브르
- 로베르 소스[7]

### 버터 소스
- 뵈르 블랑
- 뵈르 마니에

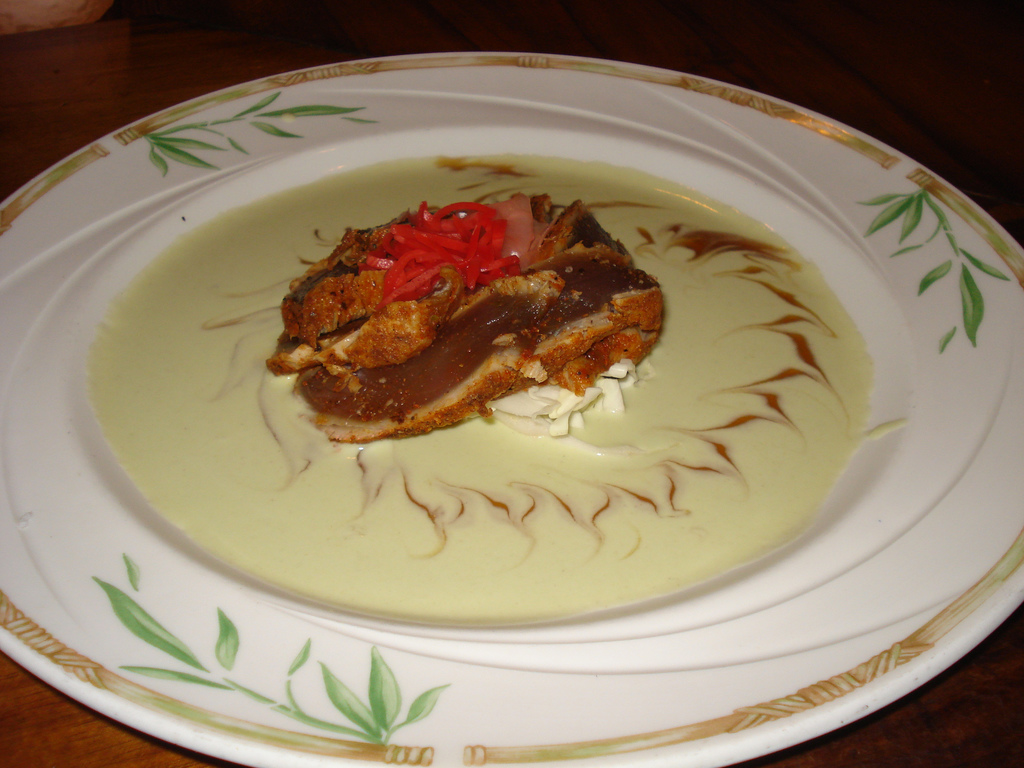
뵈르 블랑 소스에 구운 황다랑어

- 뵈르 몽테 – 물과 유화된 버터
- 뵈르 누아제트 – 브라운 버터 소스
- 카페 드 파리
- 뫼니에르 소스

### 유화 소스

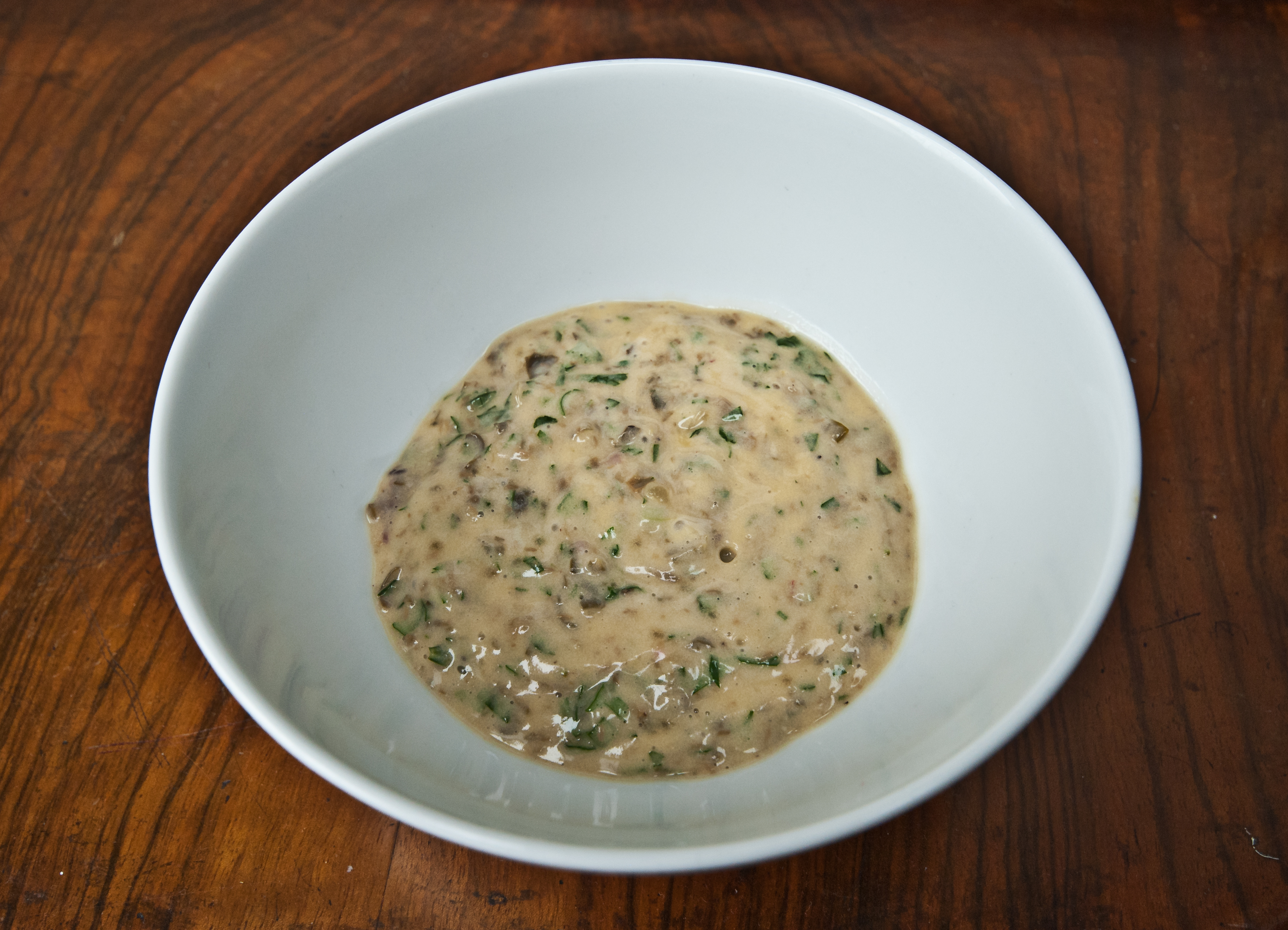
레물라드 해초 소스

- 앙초이아드
- 아욜리
- 베아르네즈 소스
- 마늘 소스
- 올랑데즈 소스[8]
- 마요네즈
- 레물라드[9]
- 샐러드 크림
- 타르타르 소스(고추 포함)[10]

### 생선 소스
- 바냐 카우다
- 클램 소스
- 콜라투라 디 알리치
- 가룸

### 그린 소스
- 그린 소스 참조

### 토마토 소스
- 토마토 소스
- 케첩

### 핫소스

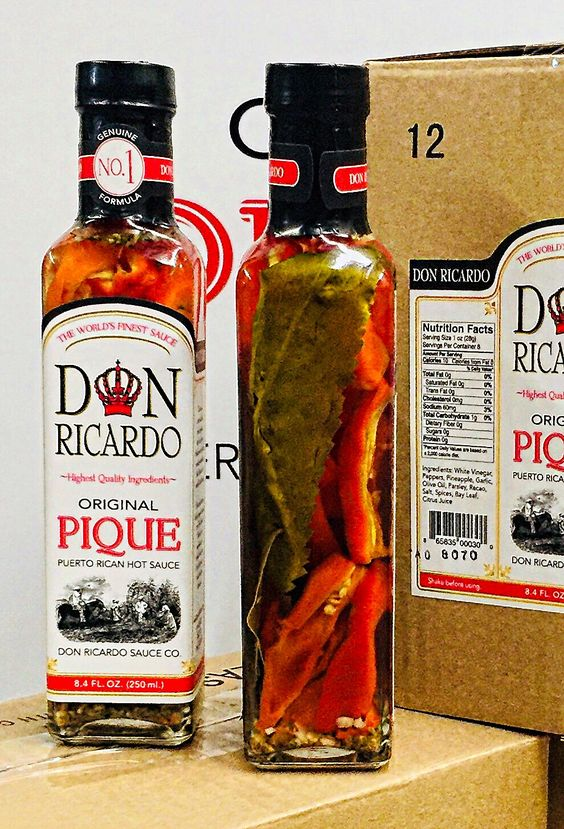
피케 소스

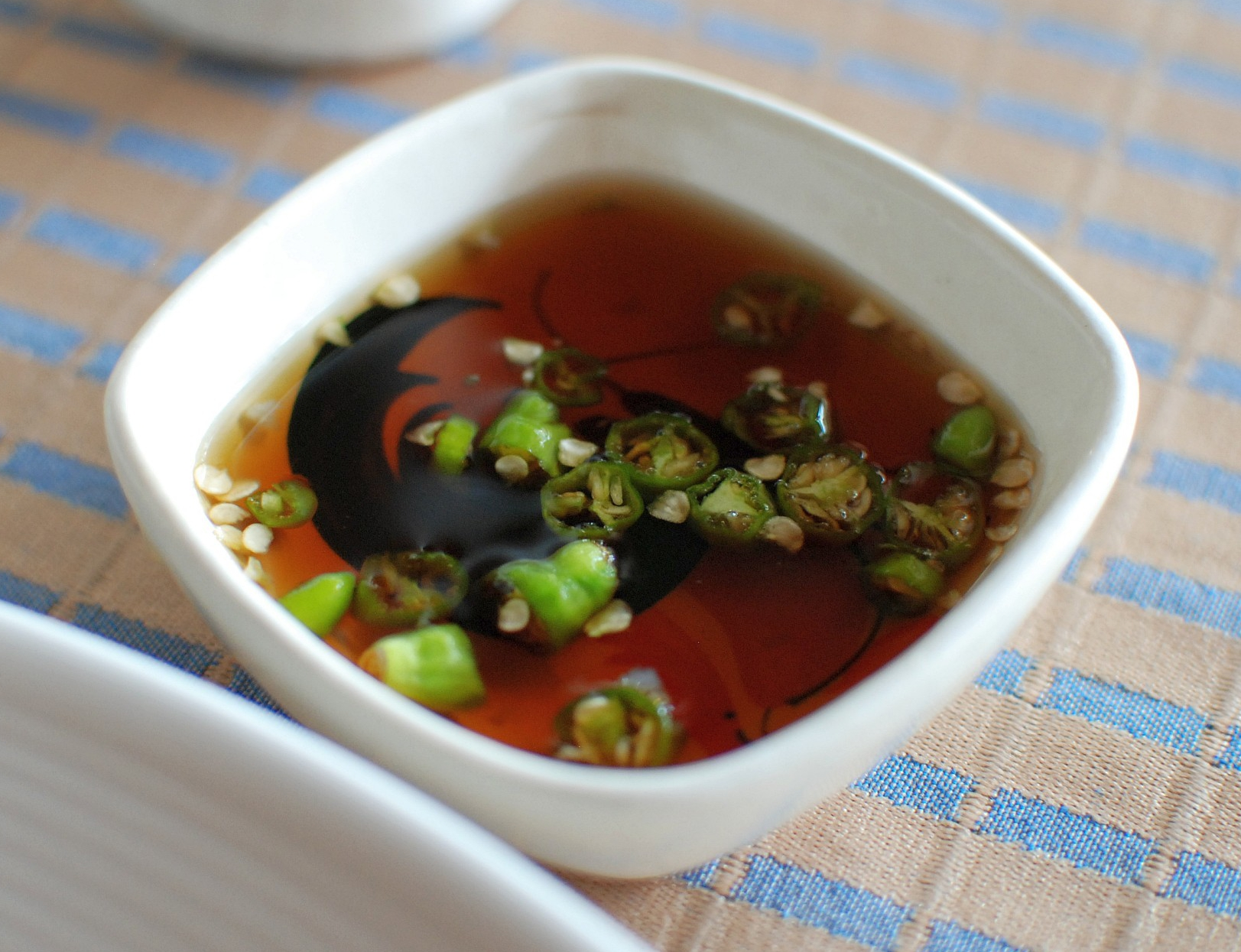
프릭 남 플라는 태국 요리의 흔한 핫소스이다

- 고추 소스

- 머스터드 소스
  - 머스터드
- 칠리 페퍼 소스

- 핫소스로 만든 조미료 포함:
  - 버펄로 소스
  - 고추 소스
  - 다틸 페퍼 소스
  - 엔칠라다 소스
  - 피케 소스
  - 시라차 소스
  - 타바스코 소스

### 육류 기반 소스

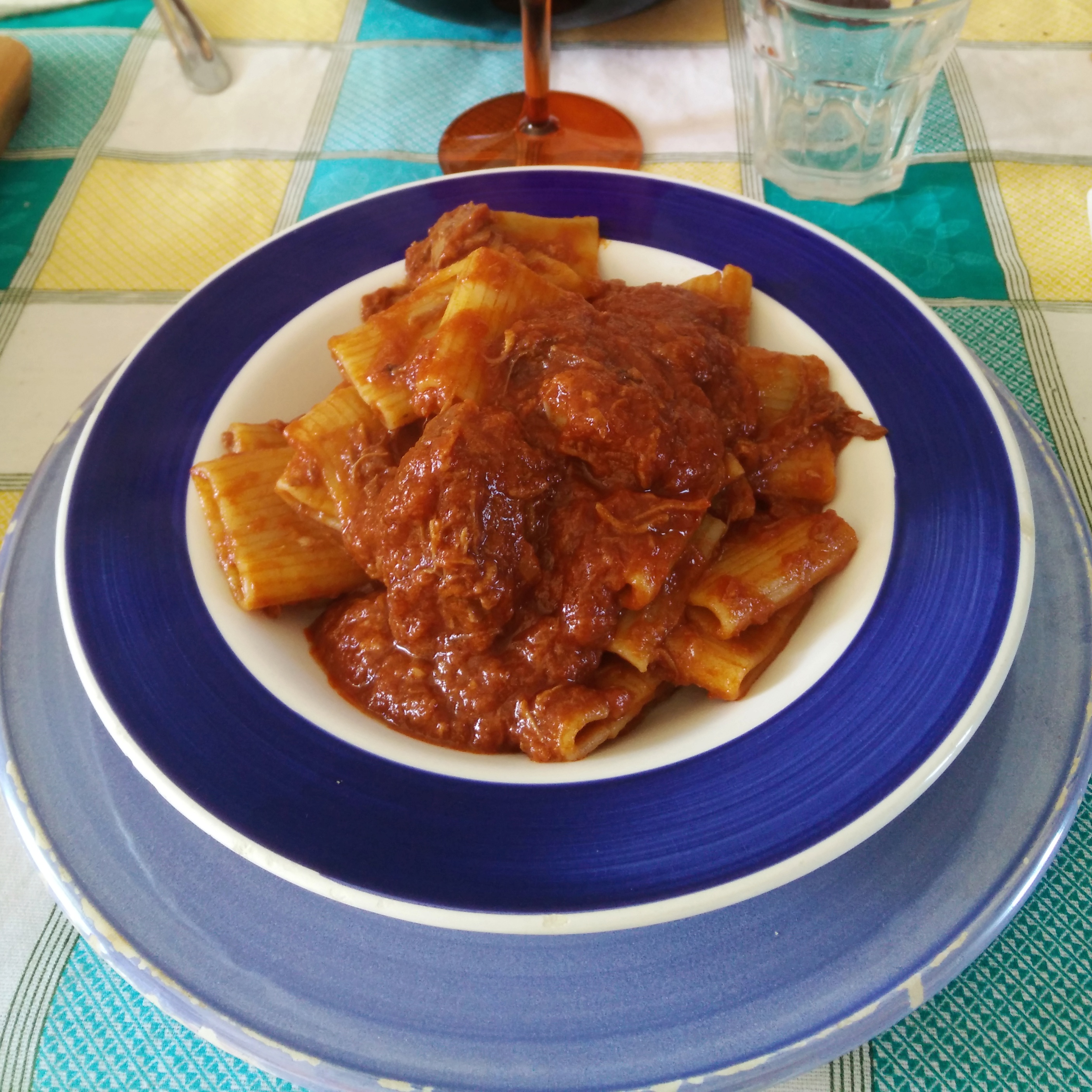
라구 나폴레타노를 곁들인 파케리 파스타

- 아마트리차나
- 라구 볼로녜세
- 카르보나라
- 신시내티 칠리
- 라구 나폴레타노
- 피카디요
- 라구 (소스)
- 라구 디 살시차

### 핑크 소스
- 핑크 소스 (동음이의어) 참조

### 잘게 썬 신선한 재료로 만든 소스
- 치미추리
- 그레몰라다

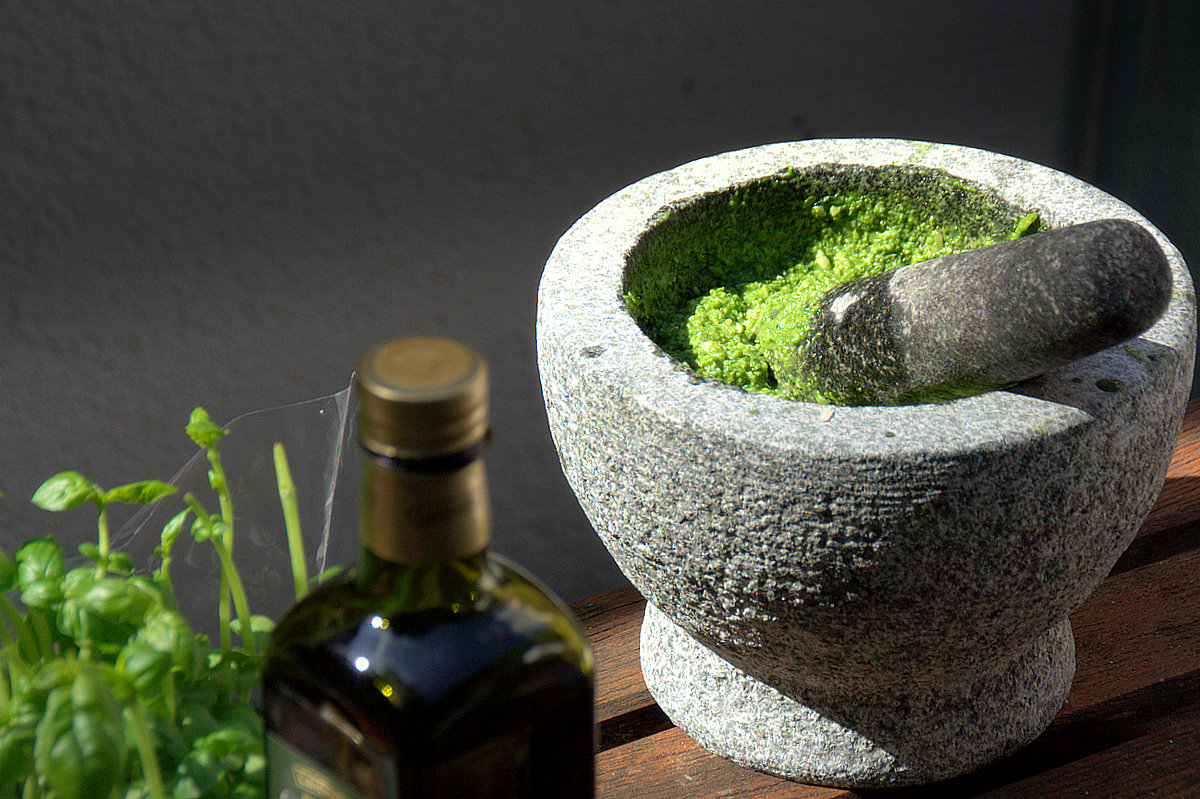
막자사발과 막자로 만든 갓 간 페스토 소스

- 미티 (사밀롤로/타이 모노모노) - 폴리네시아 전역에서 흔한 소스로, 바닷물에 어린 코코넛 살 조각과 다른 향신료를 섞어 발효시킨 후 퓌레로 만든다
- 무즈데이
- 양파 소스
- 페르실라드
- 페스토
- 피코 데 가요
- 라틴 아메리카의 다양한 종류의 살사 크루다
- 살사 베르데
- 소스 그리비슈
- 소스 비에르주
- 트케말리 소스

### 스위트 소스
- 사과 소스
- 블루베리 소스
- 버터스카치 소스
- 캐러멜
- 초콜릿 그레이비
- 초콜릿 시럽
- 크랜베리 소스
- 크렘 앙글레즈
- 커스터드
- 퍼지 소스

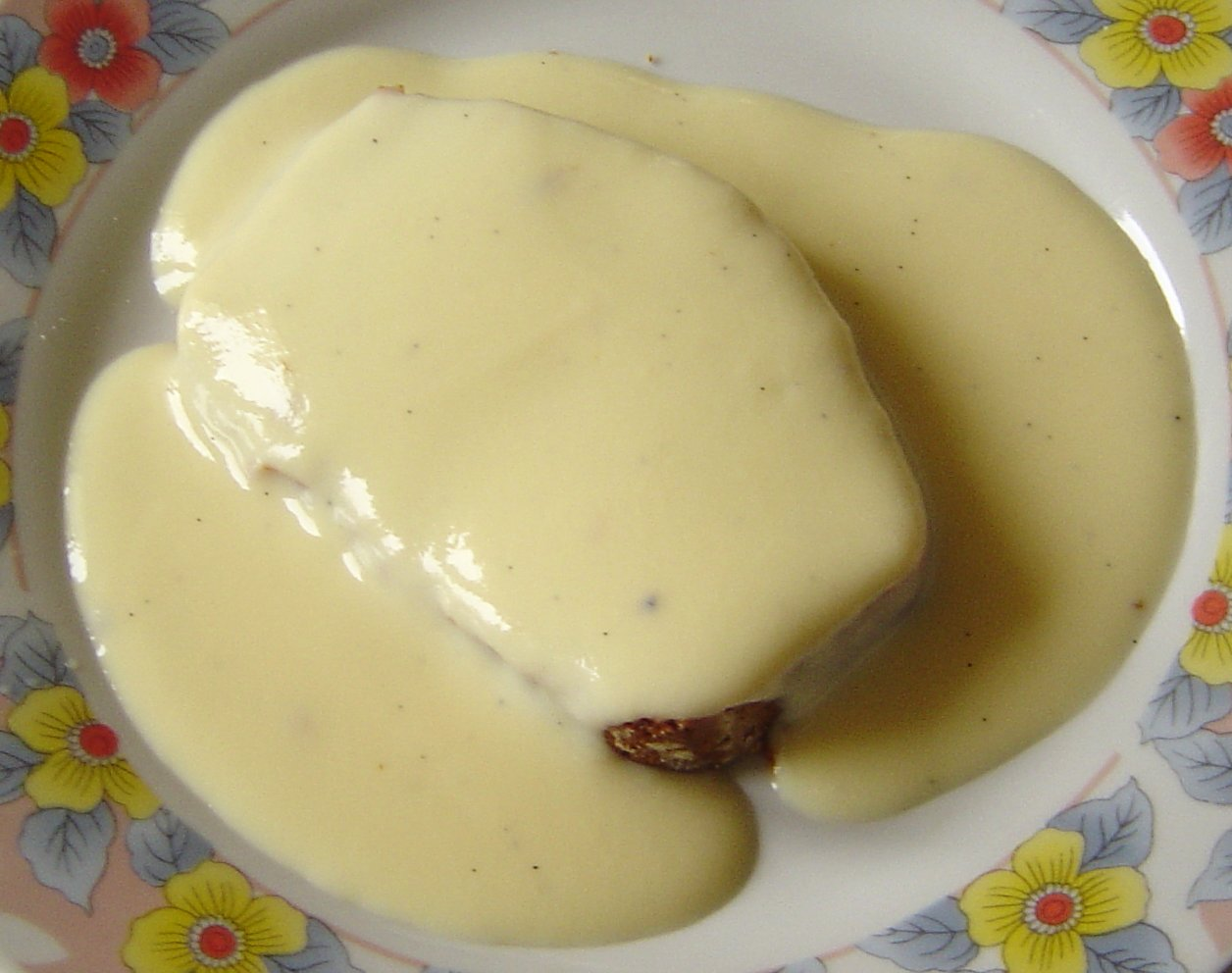
팡 데피스 조각 위에 얹은 크렘 앙글레즈

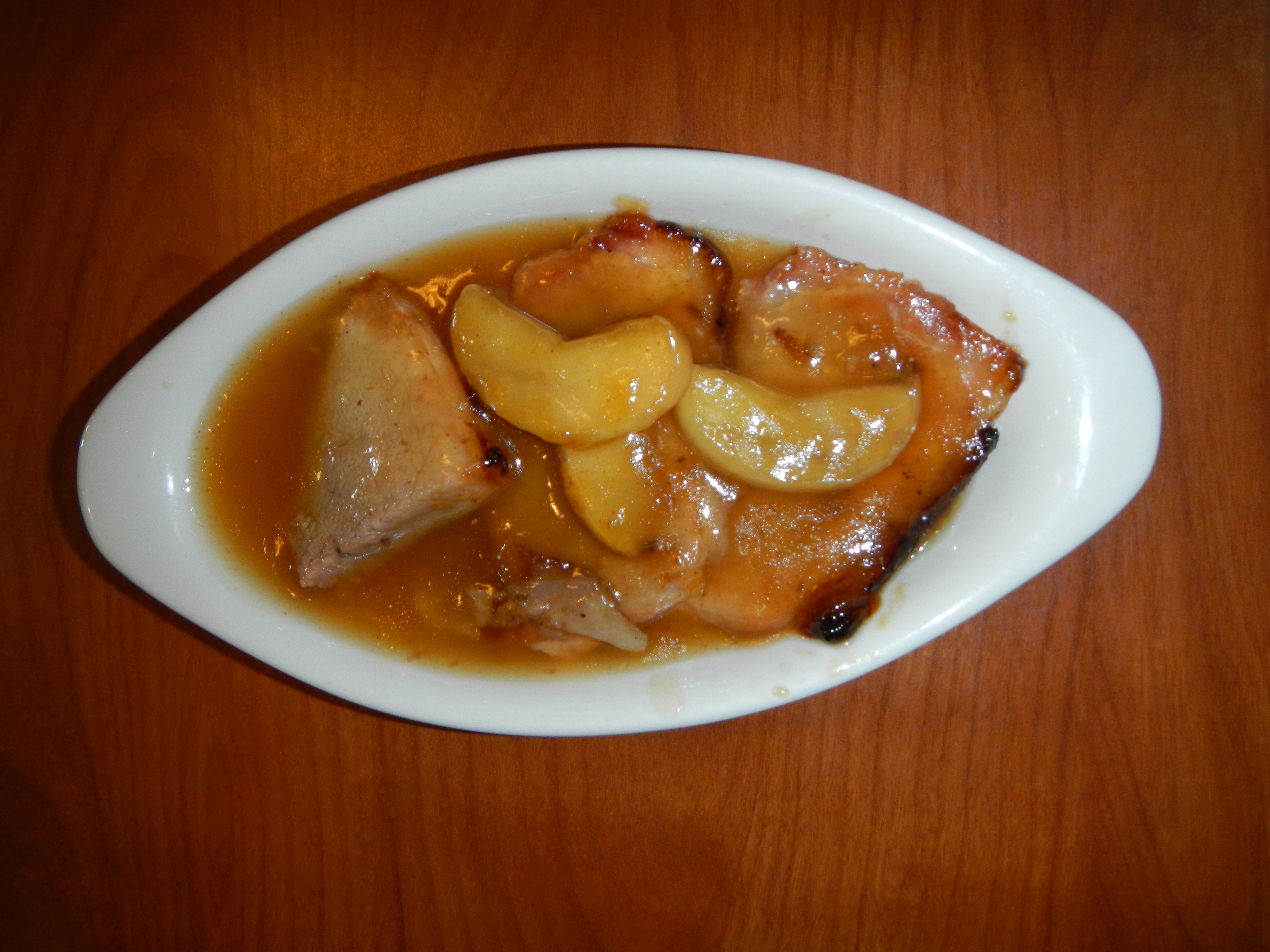
복숭아 소스를 곁들인 돼지고기

- 하드 소스 –  액체는 아니지만 소스라고 불린다
- 스위트 칠리 소스
- 망고 소스
- 복숭아 소스
- 자두 소스
- 딸기 소스
- 시럽
- 트케말리 소스
- 자바이오네

### 화이트 소스
- 알프레도 소스
- 베샤멜 소스[11]
- 카루소 소스
- 버섯 소스
- 모르네 소스[12]
- 알망드 소스
- 아메리칸 소스[13]
- 수프렘 소스[14]
- 블루테 소스

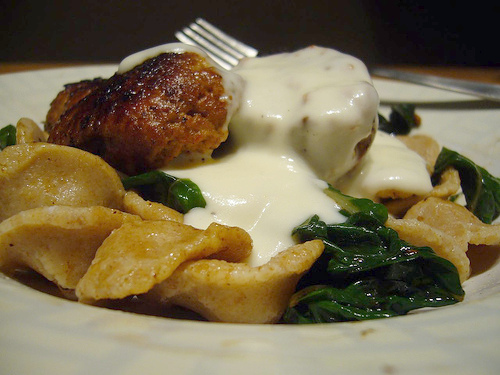
모르네 소스를 곁들인 오레키에테 파스타 요리

- 화이트 소스 (버지니아)
- 요구르트 소스

## 지역별

### 아프리카
아프리카 요리의 소스는 다음과 같다:
- 체르물라

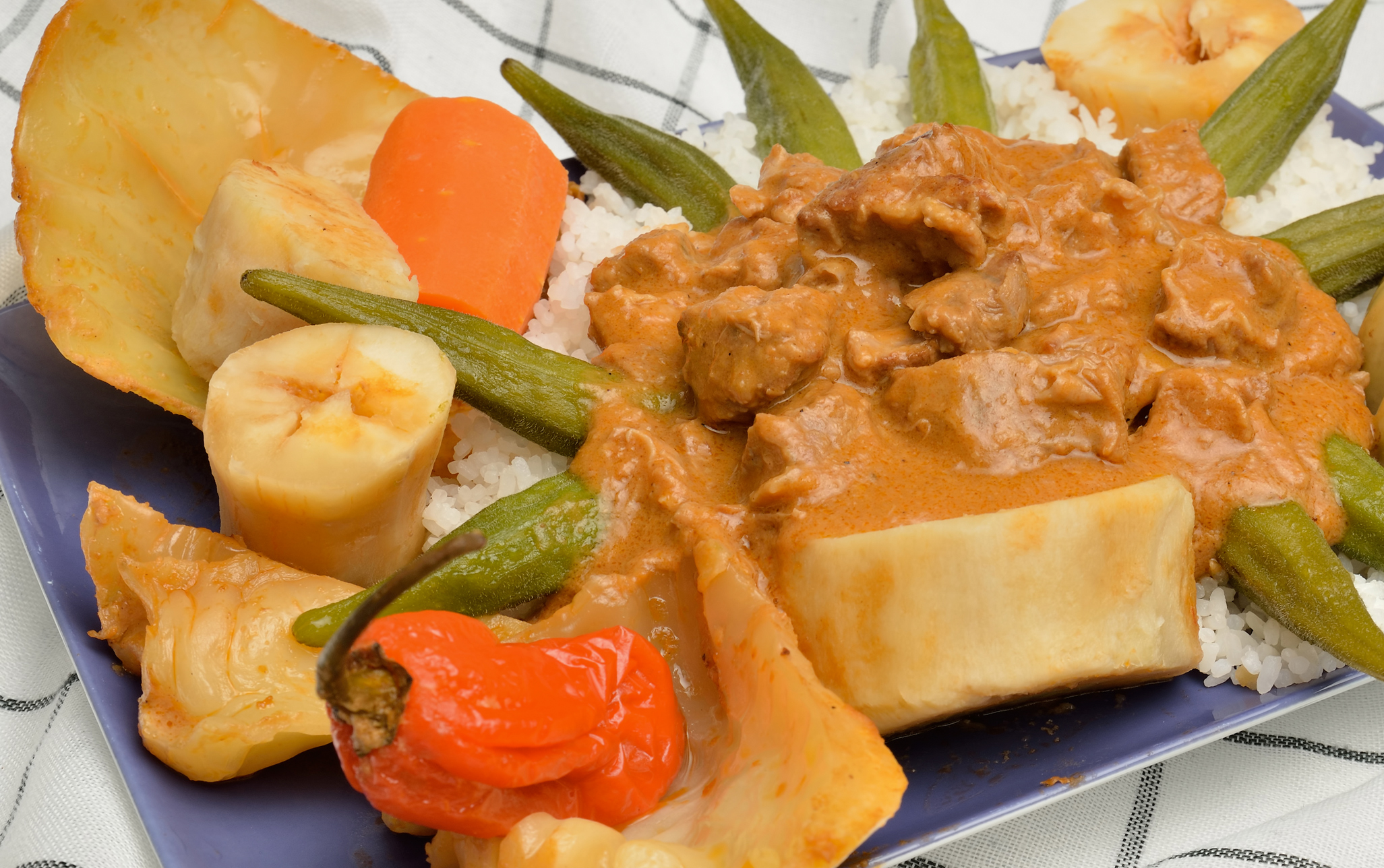
마페 소스는 땅콩과 칼바도스를 기반으로 한다

- 하리사 (튀니지 음식)
- 마페
- 므왐바
- 시토

### 아시아

#### 동아시아 소스
동아시아 요리의 소스는 다음과 같다:
- 두반장
- 된장
- 고추장
- 해선장
- 마라 소스
- 미림
- 굴소스

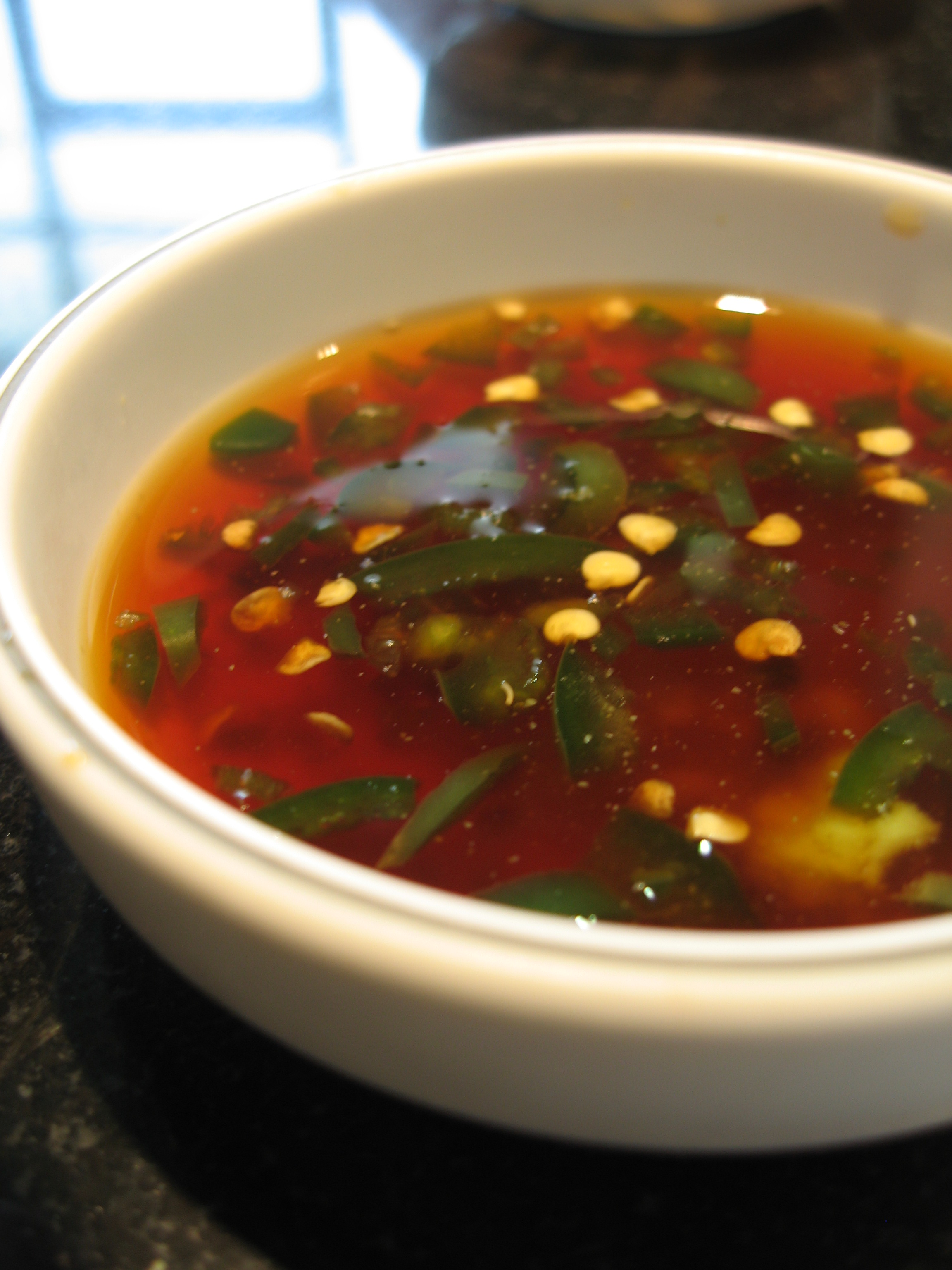
간장과 식초를 기본 재료로 만든 한국의 소스인 초간장

- 자두 소스 (중국; 일본 절인 자두 소스는 아래의 우메보시 페이스트 참조)
- 폰즈 (음식)
- 간장
  - 케찹 마니스
- 쌈장
- 텐츠유
- 우메보시 페이스트, 또는 일본 절인 자두 소스, 영어로는 자두로 불리지만 살구에 더 가까운 과일로 만든 걸쭉한 소스
- XO장

요리된 소스
- 랍스터 소스
- 사차장
- 시우하우 소스
- 새콤달콤 소스
- 콩소, also known as 톈몐장
- 데리야키 – 일본의 조리법, 북아메리카의 소스 분류

#### 동남아시아 소스

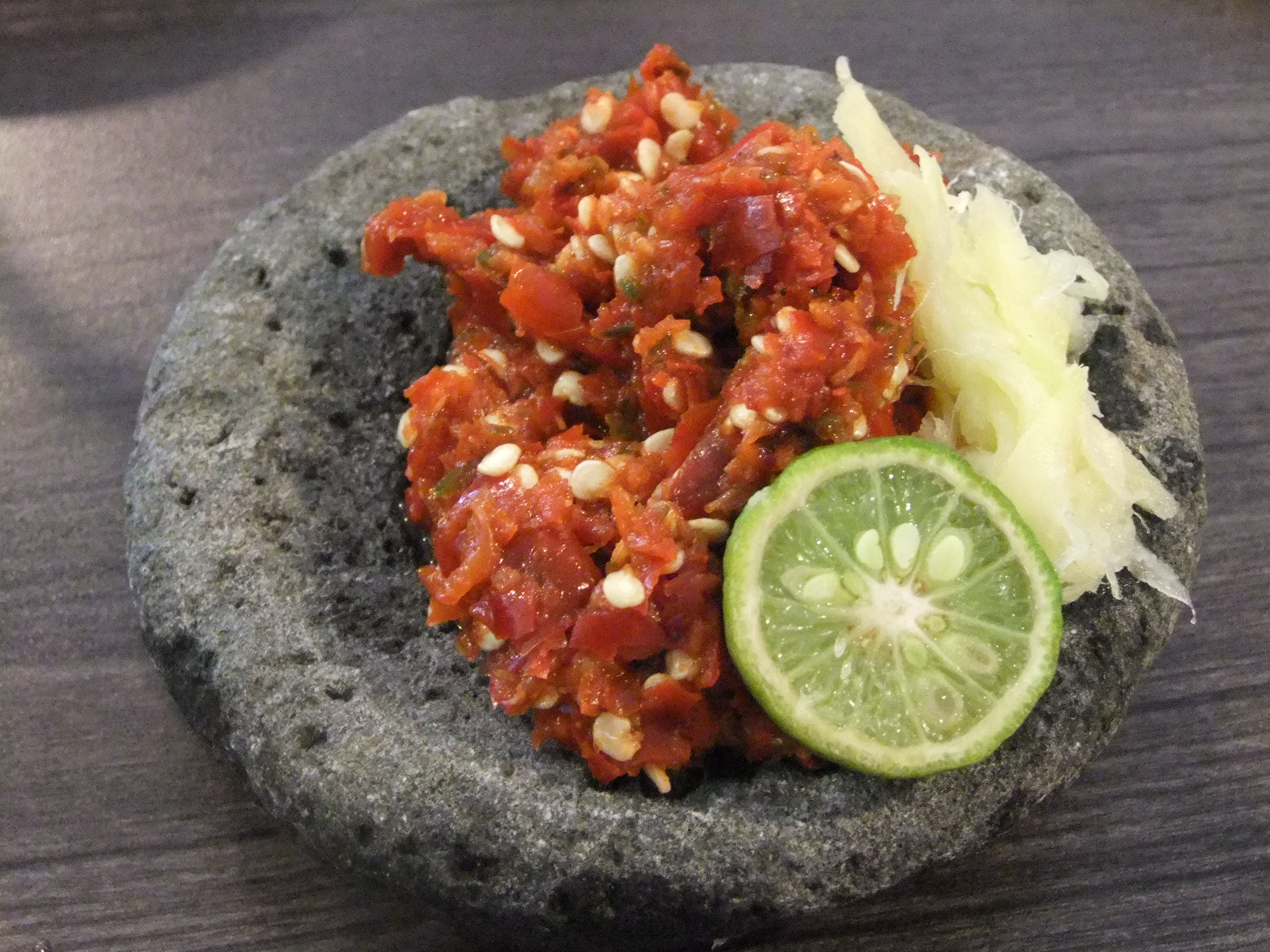
마늘과 라임을 곁들여 돌절구에 담아내는 전통 삼발 테라시

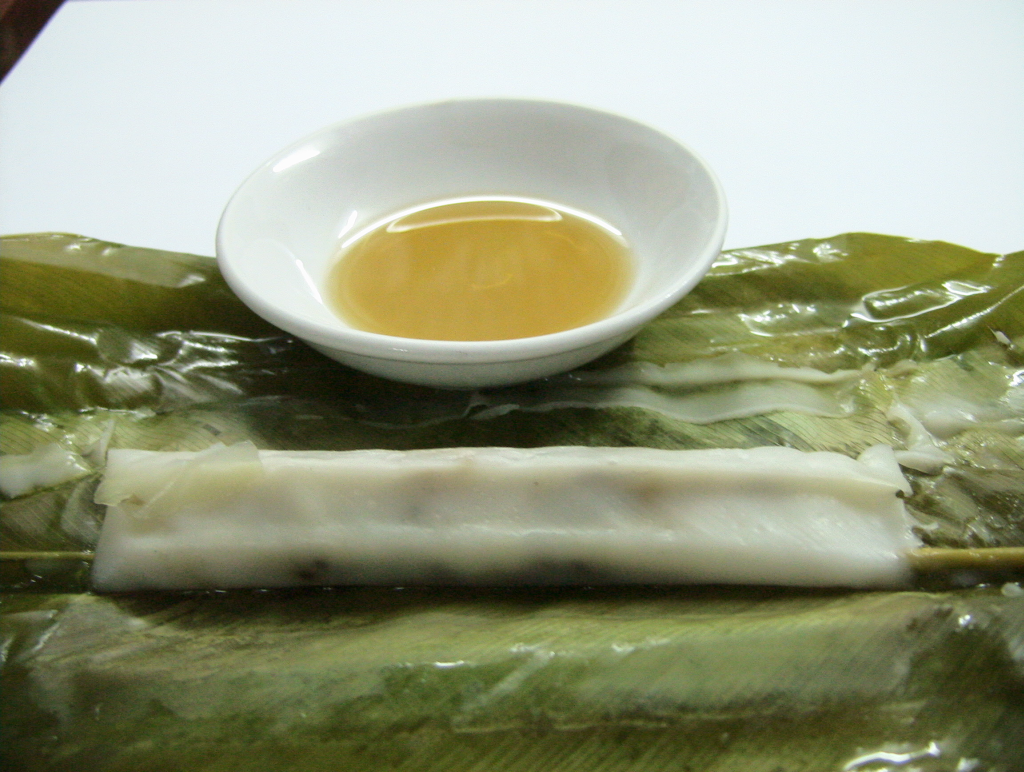
느억 쩜 한 그릇

동남아시아 요리의 소스는 다음과 같다:
- 부두
- 어장 (음식)
- 맘 넴
- 남 침
- 남 프릭
- 느억 쩜
- 빠 댁
- 페셀
- 플라 라
- 삼발
- 사테 소스, also known as 사테 소스
- 사우스 카바이
- 시라차 소스
- 케찹 마니스
- 뜨엉

### 코카서스
코카서스 요리의 소스는 다음과 같다:
- 아지카
- 트케말리 소스
- 사체벨리

### 지중해

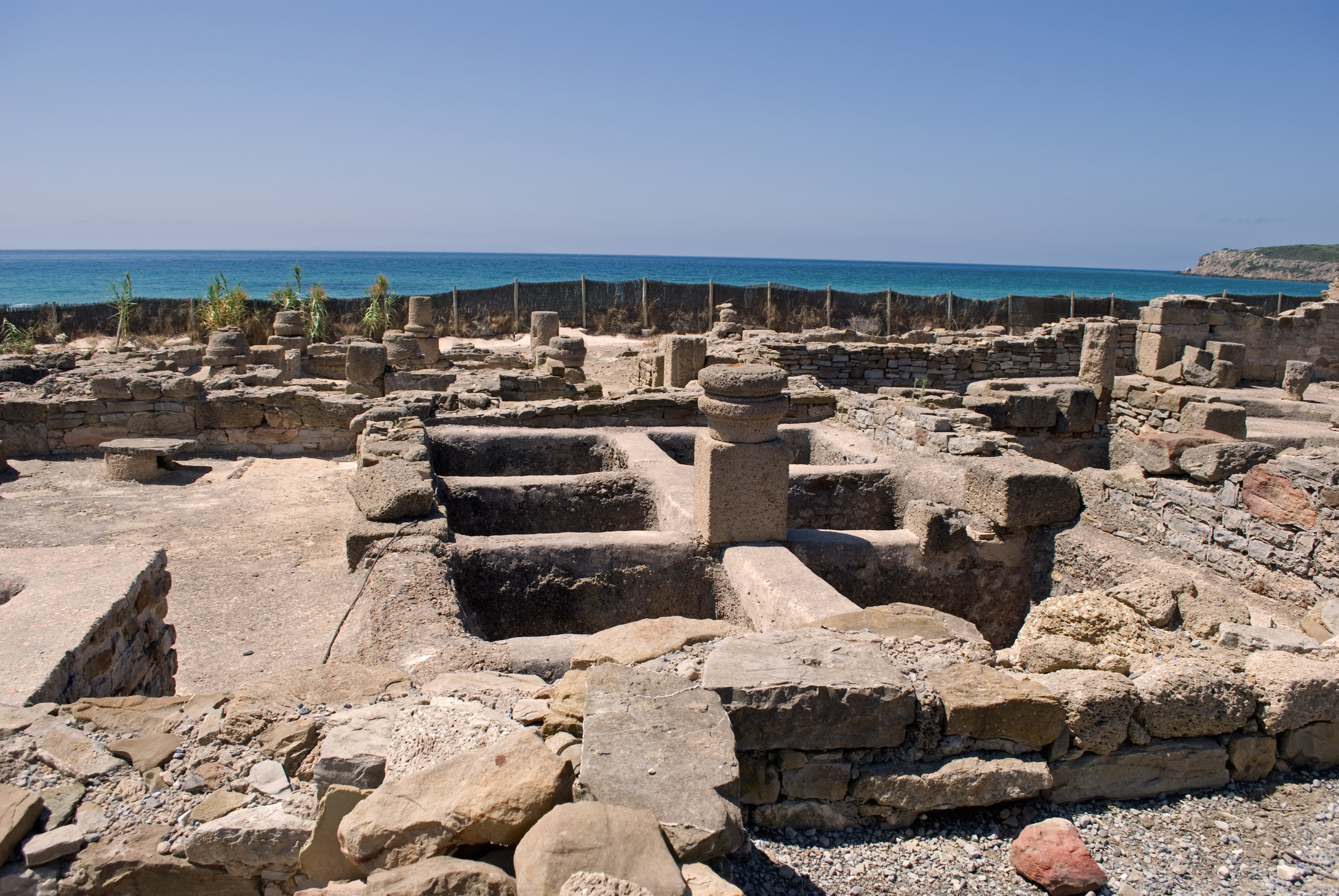
스페인 카디스도의 바엘로 클라우디아에 있는 유서 깊은 가룸 (발효 어장 (음식)) 공장

지중해 요리의 소스는 다음과 같다:
- 가룸[15]

### 중동
중동 요리의 소스는 다음과 같다:
- 무함마라
- 사하위끄
- 툼

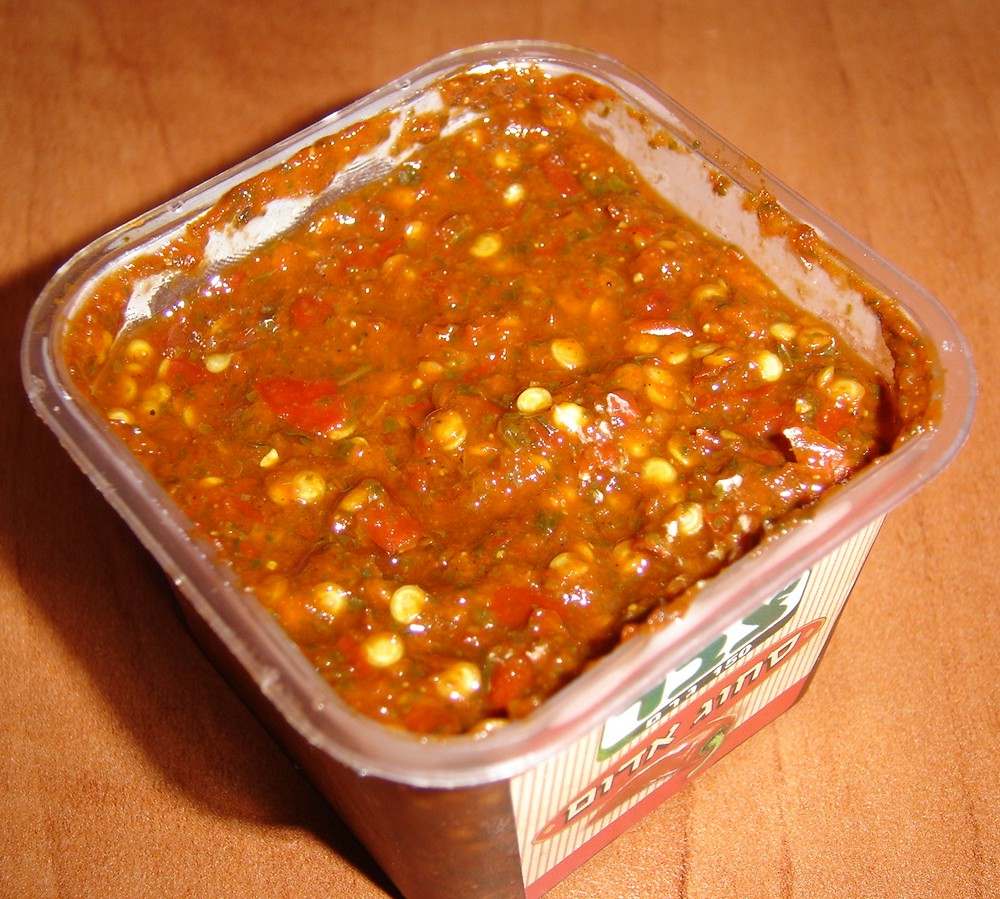
상업적으로 조제된 붉은 사하위끄, 중동 요리 핫소스

- 카시크 – 터키, 이란, 그리스에서 볼 수 있는 요구르트 소스 또는 딥

### 폴리네시아
폴리네시아 요리의 소스는 다음과 같다:
- 미티 - 발효된 어린 코코넛 살로 만든 소스

### 남아메리카
남아메리카 요리의 소스는 다음과 같다:
- 아히 (소스)
- 카루소 소스
- 찬카카
- 치미추리
- 호가오
- 투쿠피

## 국가별

### 아르헨티나

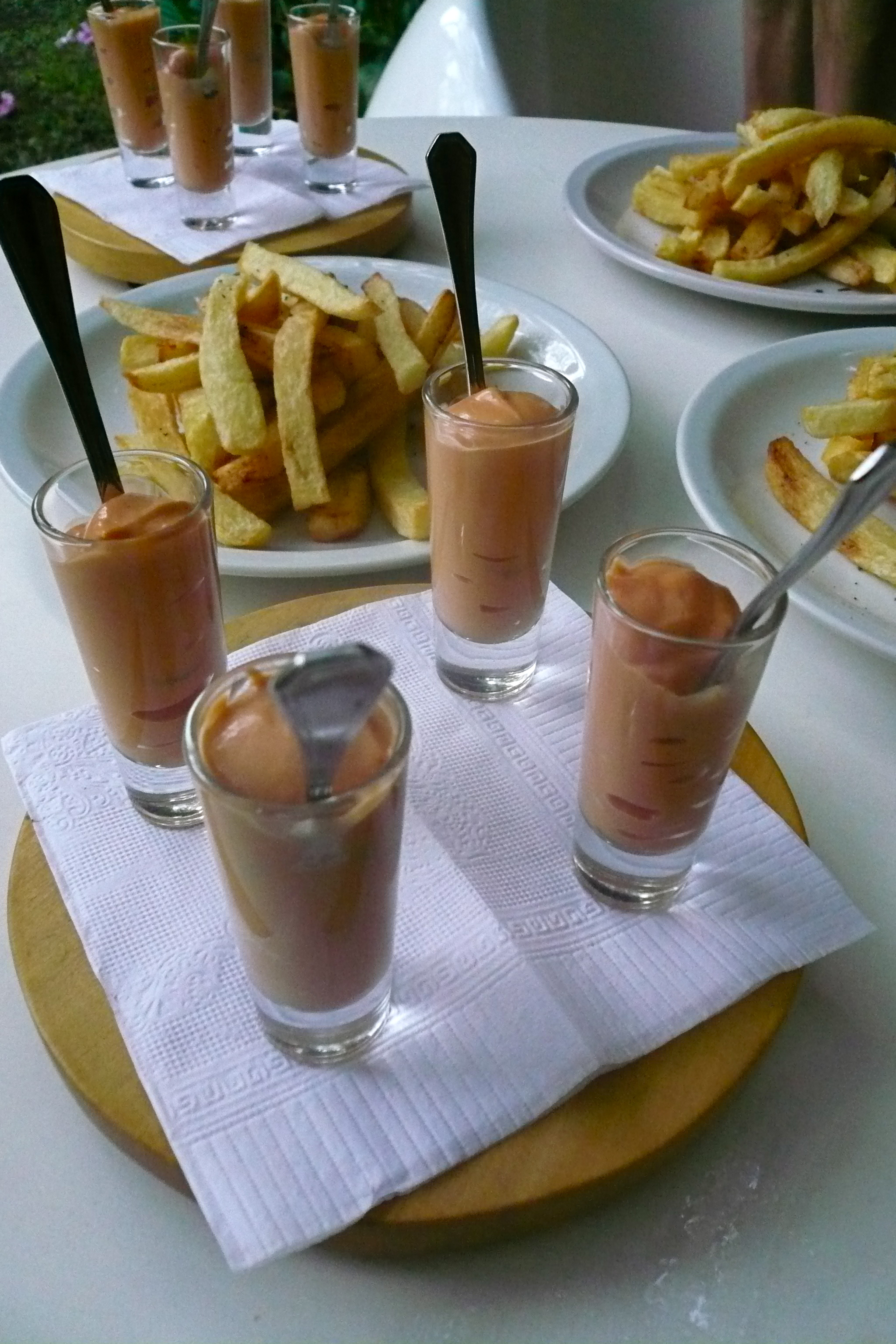
부에노스아이레스의 "테이스팅 대회"에서 제공된 살사 골프

아르헨티나 요리의 소스는 다음과 같다:
- 치미추리
- 살사 골프[16]
- 살사 크리올라

### 바베이도스
바베이도스 요리의 소스는 다음과 같다:
- 바잔 페퍼 소스[17]

### 벨기에
벨기에 요리의 소스는 다음과 같다:

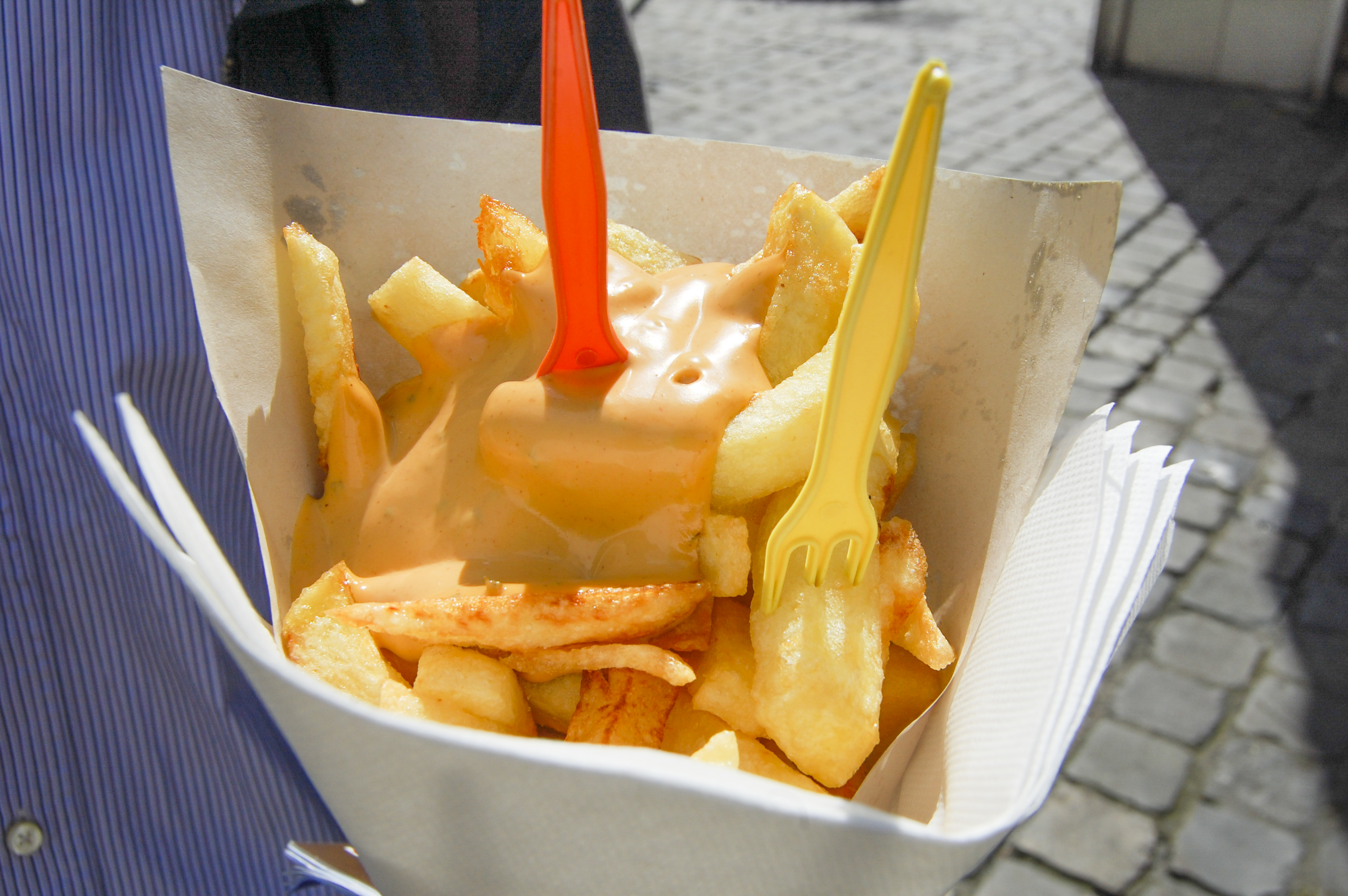
브뤼셀에서 안달루스 소스를 곁들인 벨기에 감자튀김

- 안달루스 소스 – 마요네즈, 토마토, 고추로 만든 순한 향신료 소스
- 브라질 소스 – 퓌레한 파인애플, 토마토, 향신료를 넣은 마요네즈[18]
- 지게우너 소스 – 독일에서 유래한 토마토, 파프리카, 다진 피망으로 만든 "집시" 소스

### 볼리비아

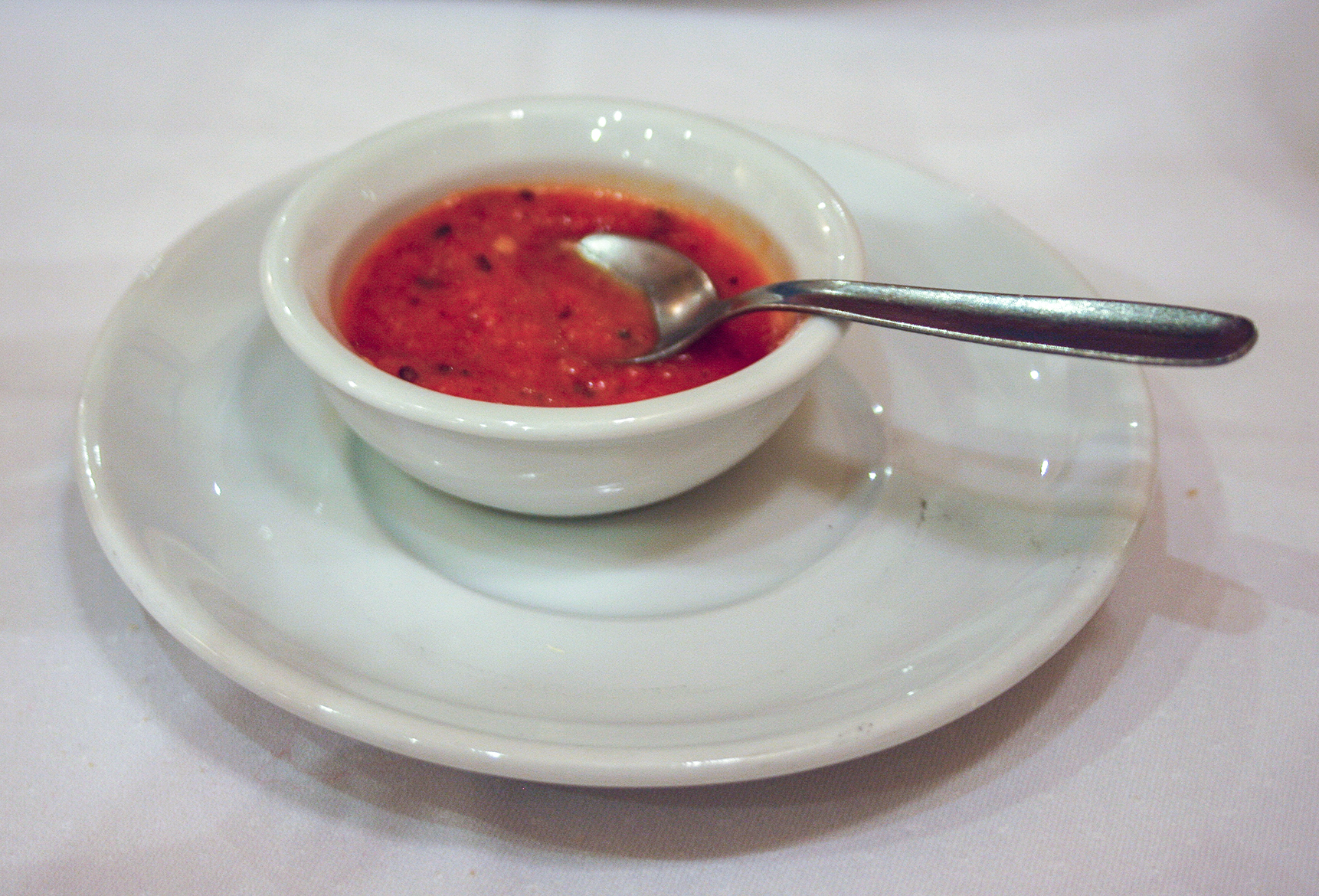
랴흐와

볼리비아 요리의 소스는 다음과 같다:
- 랴흐와

### 브라질
브라질 요리의 소스는 다음과 같다:
- 비나그레테
- 투쿠피

### 캐나다
캐나다 요리의 소스는 다음과 같다:
- 도네어 소스
- 꿀 마늘 소스

### 칠레
칠레 요리의 소스는 다음과 같다:
- 페브레
- 살사 아메리카나 – 피클, 절인 양파, 절인 당근으로 만든 칠레식 렐리시

### 중국

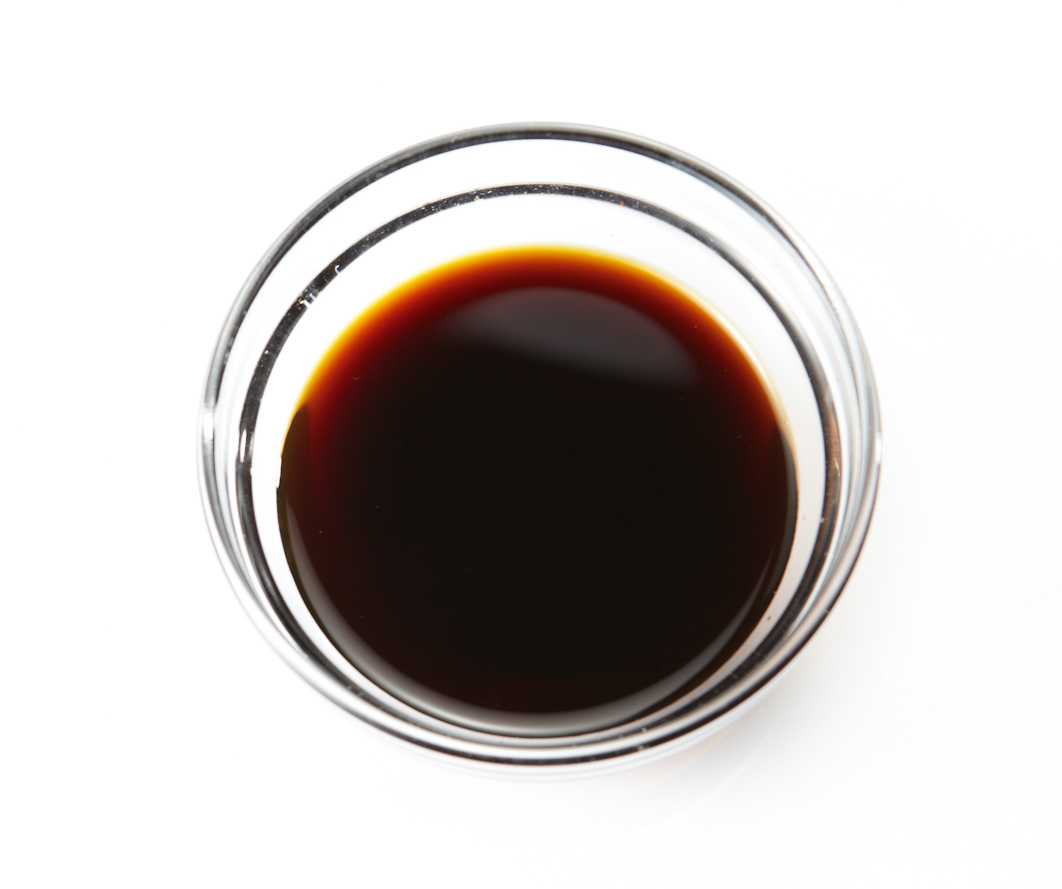
간장

- 연간장(生抽) – 양념용으로 사용하며 찍어 먹는 소스가 아닌 색이 연하고 짠맛이 나는 소스
- 노추 (간장)(老抽) – 색을 내는 데 사용되는 더 어두운 색의 소스
- 맛간장 – 주로 허브, 향신료, 설탕 또는 다른 소스로 맛을 낸 연간장
- 콩소(甜面酱) – 걸쭉하고 짭짤한 페이스트
- 굴소스(蚝油)
- 푸루(腐乳) – 주로 두부 큐브와 때로는 다른 향신료 및 조미료로 만든 것으로, 소금물과 함께 조미료 또는 마리네이드로 사용된다
- 두치(豆豉) – 발효된 검은콩, 주로 소금물에 담겨있다
- 황주 (술)(料酒)
- 흑식초(陈醋)
- 차샤오 소스 (叉烧酱, 광둥어: 차시우)
- 둬자오(剁椒) - 고추 소스.
- 츠바라 (糍粑辣) - 고추 소스.
- 자오라 (糟辣) - 고추 소스.
- 라오궈라 (烙锅辣) - 고추 소스. 유명 브랜드 중 하나는 라오간마이다.
- 갈비 소스 (排骨酱)
- 고추기름(红油) – 주로 향신료로 맛을 낸 뜨거운 기름을 고추 플레이크에 부어 담가서 만든다
- 두반장(豆瓣酱) – 맛과 색을 내기 위해 발효 콩, 고추, 소금, 밀가루를 섞은 것
- 콩 페이스트 / 황장(黄酱)
- 어장 (음식)(鱼露)
- 부추 꽃 소스 (韭花酱)
- 괴미(怪味)
- 하이셴 소스 (海鲜酱, 광둥어: 호이신)
- 자두 소스(苏梅酱)
- 참기름(香油)
- 참깨 페이스트(麻酱)
- 마라(麻辣)
- 샤오카오 소스 (烧烤酱, 광둥어: 시우하우) – 주로 중국 요리와 광둥 요리에서 사용되는 주된 바비큐 소스로 알려진 걸쭉하고 짭짤하며 약간 매운 바비큐 소스이다.
- 사차장(沙茶酱) – 수프, 훠궈의 기본 재료로, 문지르는 양념으로, 볶음 요리 양념으로, 그리고 찍어 먹는 소스의 구성 요소로 사용되는 소스 또는 페이스트이다.
- 간장 페이스트
- 백식초(白醋)
- XO장(XO酱) – 홍콩에서 유래한 매운 해산물 소스이다.[19]
- 융펑 칠리 소스(永丰辣酱)
- 어향(魚香)

### 콜롬비아
콜롬비아 요리의 소스는 다음과 같다:
- 호가오
- 아히 (소스)

### 덴마크
덴마크 요리의 소스는 다음과 같다:
- 페르실레소브스 – 덴마크 국민 음식인 슈테그트 플레스크 메드 페르실레소브스의 핵심 재료
- 브룬 소브스

### 영국

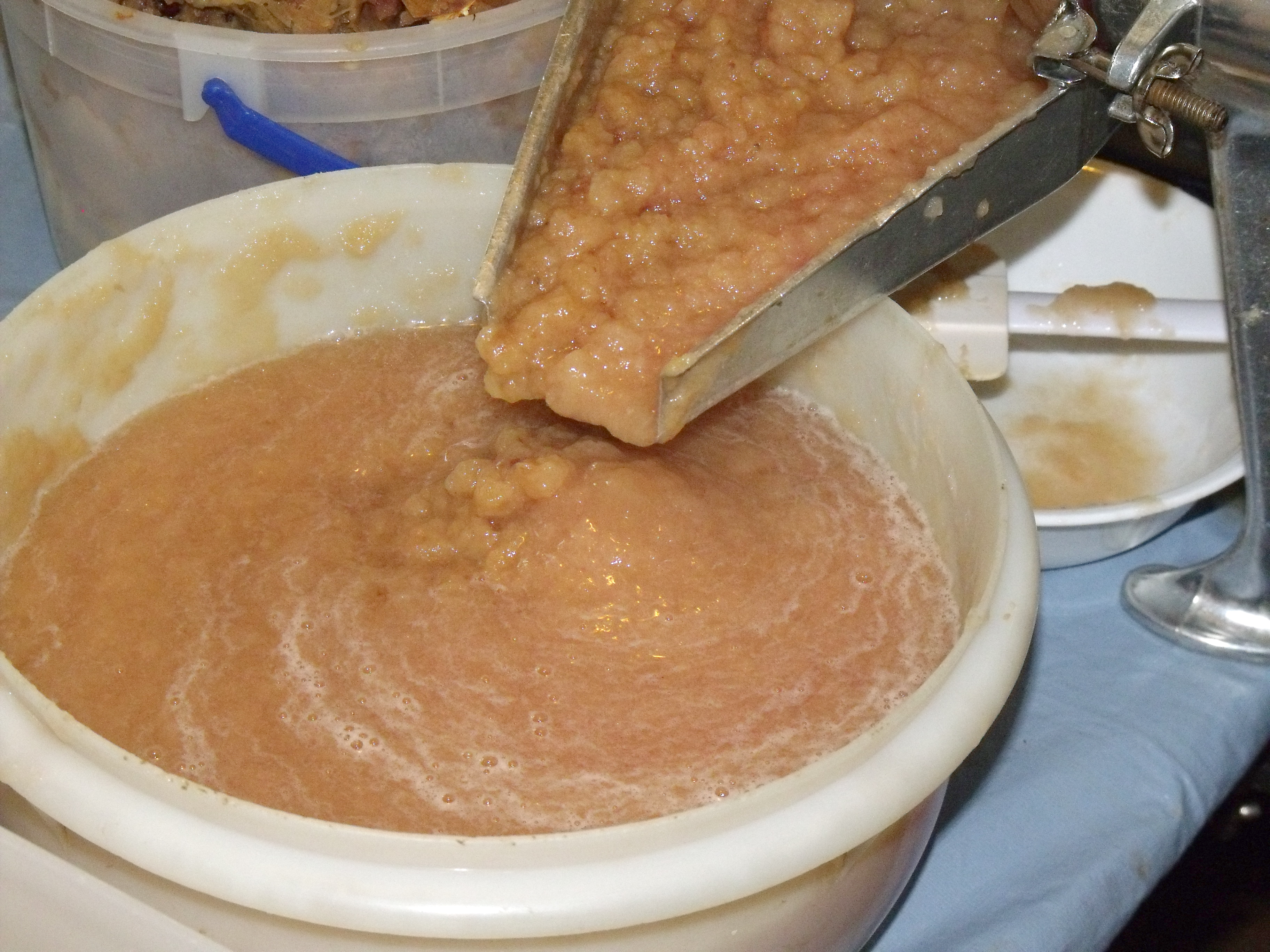
만드는 중인 집에서 만든 사과 소스

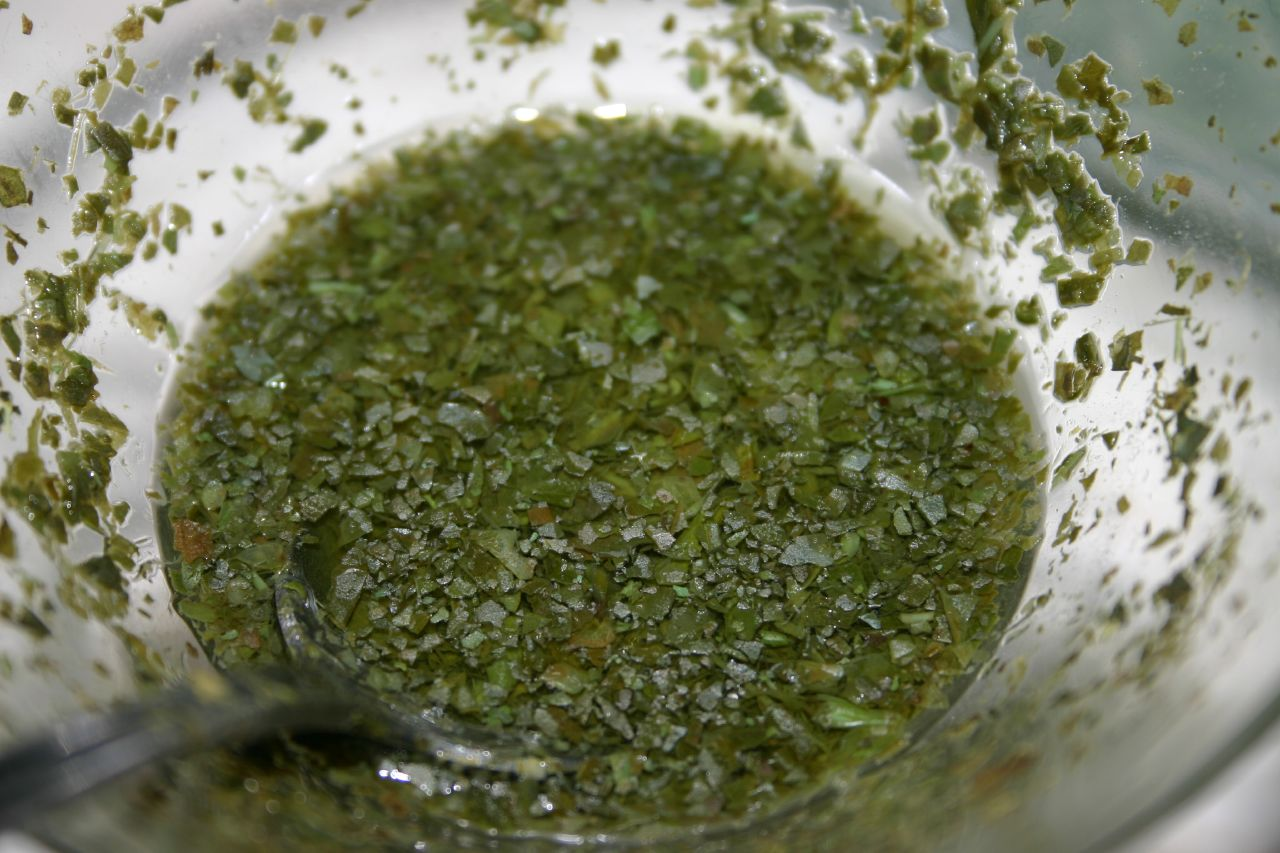
민트 소스

영국 요리의 소스는 다음과 같다:
- 브레드 소스
- 핼포드 레스터셔 테이블 소스
- 우스터셔 소스
- 튜크스베리 머스터드
- HP 소스

### 프랑스
프랑스 요리에서 "마더 소스"(sauces mères, 또는 grandes sauces)는 다른 많은 "딸 소스"(petites sauces)의 기반이 된다. 19세기 초부터 다양한 마더 소스 분류가 제안되었으며, 현재 가장 일반적인 목록은 베샤멜, 에스파뇰, 올랑데즈, 토마토, 블루테이다. 프랑스 소스는 다음과 같다:

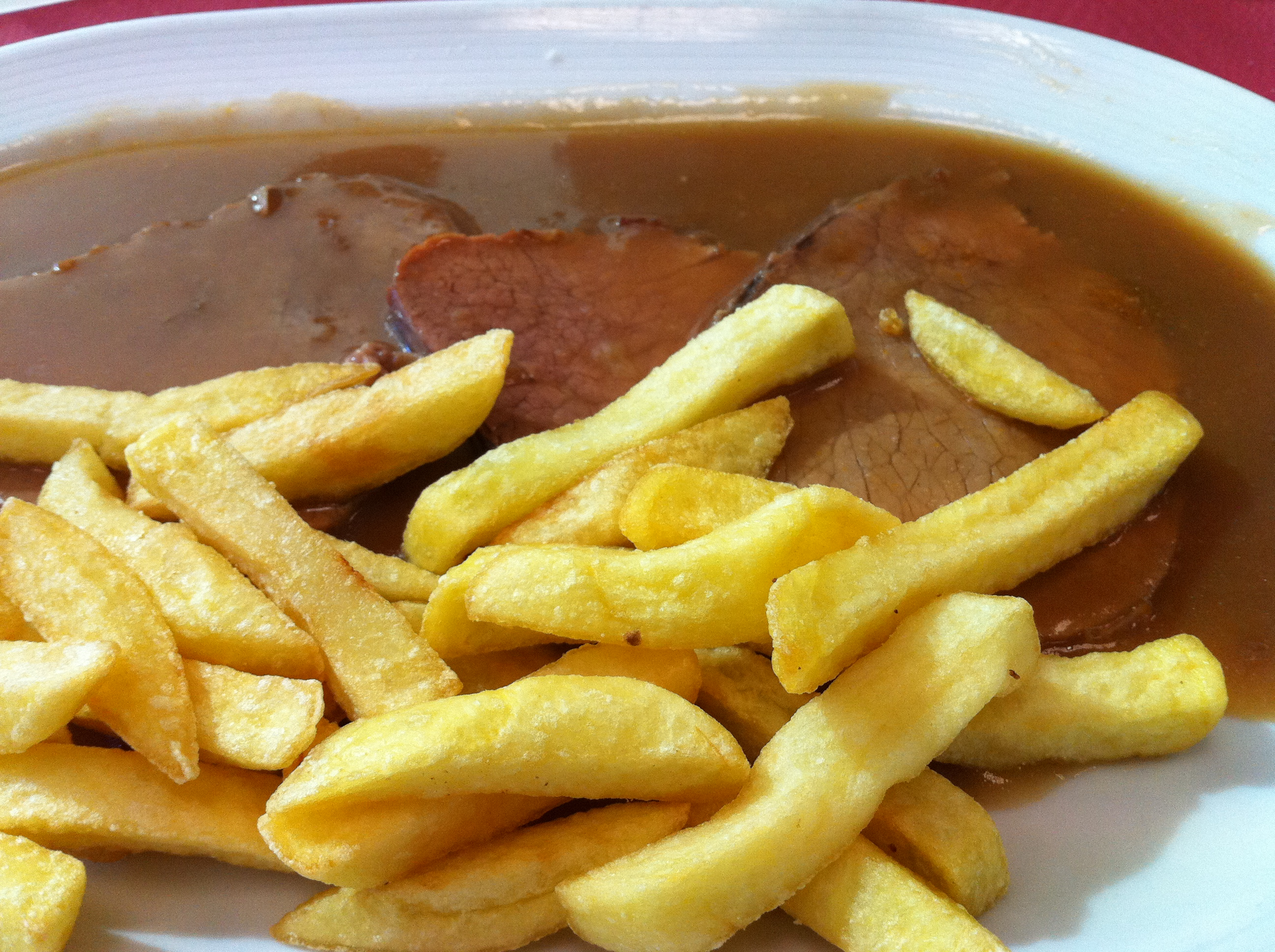
에스파뇰 소스와 감자튀김을 곁들인 쇠고기

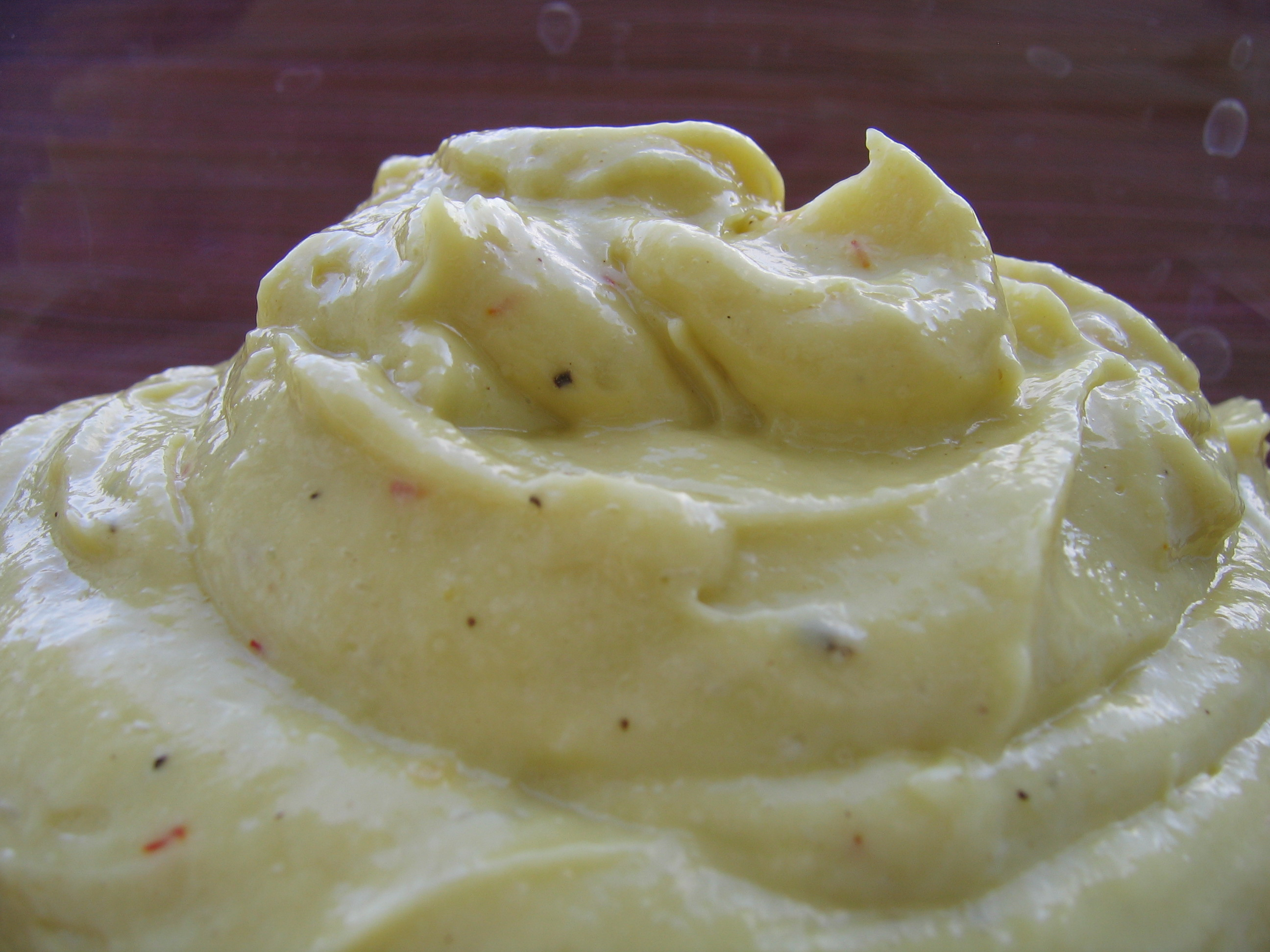
루유 소스

- 알망드 – 송아지 육수, 송아지 블루테, 레몬 주스, 버섯, 달걀 노른자.[20]
- 아메리칸 – 퓌레한 랍스터와 머스터드를 섞은 마요네즈.[21]
- 베아르네즈 – 다진 샬럿, 고추, 타라곤, 식초를 졸인 후 달걀 노른자와 녹인 버터를 섞은 것.[22]
- 베르시 – 다진 샬럿, 버터, 화이트 와인을 생선 육수 또는 고기 육수와 함께.[22]
- 베샤멜 소스 – 우유를 기반으로 하며 화이트 루로 걸쭉하게 만든 소스.[23]
- 뵈르 블랑 – 버터, 식초, 화이트 와인, 샬럿을 졸인 것.[24]
- 뵈르 메트르 도텔 – 다진 파슬리, 고추, 레몬 주스를 넣고 반죽한 신선한 버터.[25]
- 뵈르 누아르 – 레몬 주스/식초, 파슬리를 넣고 갈색으로 만든 버터; 전통적으로 홍어와 함께 제공된다.[26]
- 뵈르 누아제트 – 레몬 주스를 넣고 살짝 갈색으로 만든 버터.[27]
- 뵈르 베르 – 시금치 즙과 섞은 버터.[28]
- 보르들레즈 소스 – 다진 샬럿, 고추, 허브를 레드 와인에 조리한 후 드미글라스와 섞은 것.[29]
- 부르기뇽 – 다진 샬럿, 허브, 버섯 조각을 레드 와인과 고기 육수에 졸인 것.[30]
- 비가라드 소스 – 오렌지 소스로, 주로 오렌지 소스를 곁들인 오리고기에 사용된다.[31]
- 브르통 – 두 가지 형태: (i) 다진 양파, 버터, 화이트 와인 토마토, 마늘, 파슬리; (ii) 채썰기한 리크, 셀러리, 버섯, 양파를 버터에 천천히 조리한 후 생선 블루테와 섞은 것.[32]
- 샤르퀴티에르 – 피클을 곁들인 로베르 소스 (아래).[32]
- 샤쇠르 – 다진 버섯, 버터, 샬럿, 파슬리에 레드 와인과 드미글라스를 섞은 것.[32]
- 드미글라스 – 당근, 양파, 버섯, 토마토를 넣고 쇠고기 또는 송아지 육수로 만든 갈색 소스로, 일반적으로 다른 소스의 기반이 된다.[33]
- 에스파뇰 소스 – 강화된 갈색 송아지 밑국물 소스.[34]
- 제노아즈 소스 - 생선 푸메, 미르푸아, 레드 와인, 버터로 만든 갈색 소스로 주로 생선과 함께 제공된다.
- 그리비슈 – 삶은 달걀, 머스터드, 케이퍼, 허브를 넣은 마요네즈.[35]
- 올랑데즈 – 식초, 으깬 통후추, 버터, 달걀 노른자, 레몬 주스.[36]
- 리오네즈 – 튀긴 양파에 화이트 와인과 식초를 졸여 드미글라스와 섞은 것.[37]
- 마요네즈 – 달걀 노른자에 식초 또는 레몬 주스를 넣고 기름과 함께 저은 것.[37]
- 낭튀아 – 다진 채소, 버터, 생선 육수, 화이트 와인, 코냑, 토마토.[38]
- 페리고 – 드미글라스, 다진 서양송로, 마데이라 포도주.[39]
- 푸아브라드 – 다진 채소와 허브, 드미글라스를 곁들인 것.[40]
- 라비고트 – 화이트 와인과 식초를 졸인 후 블루테와 샬럿 버터를 넣고 허브를 곁들인 것.[41]
- 레물라드 – 머스터드와 안초비 에센스로 맛을 내고 다진 케이퍼, 오이 피클, 타라곤, 처빌로 장식한 마요네즈.[42]
- 로베르 – 버터에 다진 양파를 넣고 화이트 와인, 식초, 고추를 넣고 드미글라스에 조리한 후 머스터드로 마무리한 것.[41]
- 루아네즈 – 묽은 보르들레즈에 퓌레한 생 오리 간을 섞고 부드럽게 조리한 후 레드 와인과 샬럿을 졸인 것으로 마무리한 것.[43]
- 루유 – 마늘, 피멘토, 칠리 페퍼 소스로, 전통적으로 생선 수프와 함께 제공된다.[44]
- 수비즈 – 양파 소스. 종류로는 (i) 베샤멜과 조리된 다진 양파, (ii) 양파와 쌀을 화이트 스톡에 넣어 페이스트로 줄인 후 버터와 크림을 섞은 것이 있다.[43]
- 타르타르 – 삶은 달걀 노른자에 양파와 차이브를 넣은 차가운 마요네즈 소스.[43]
- 토마토 – 토마토 기반 소스.[45]
- 블루테 – 화이트 스톡 기반 소스로, 루 또는 리에종으로 걸쭉하게 만든다.[46]
- 베네시앙 – 타라곤 식초, 샬럿, 처빌을 졸인 화이트 와인으로 마무리한 후 버터로 마무리한 것.[43]

### 조지아

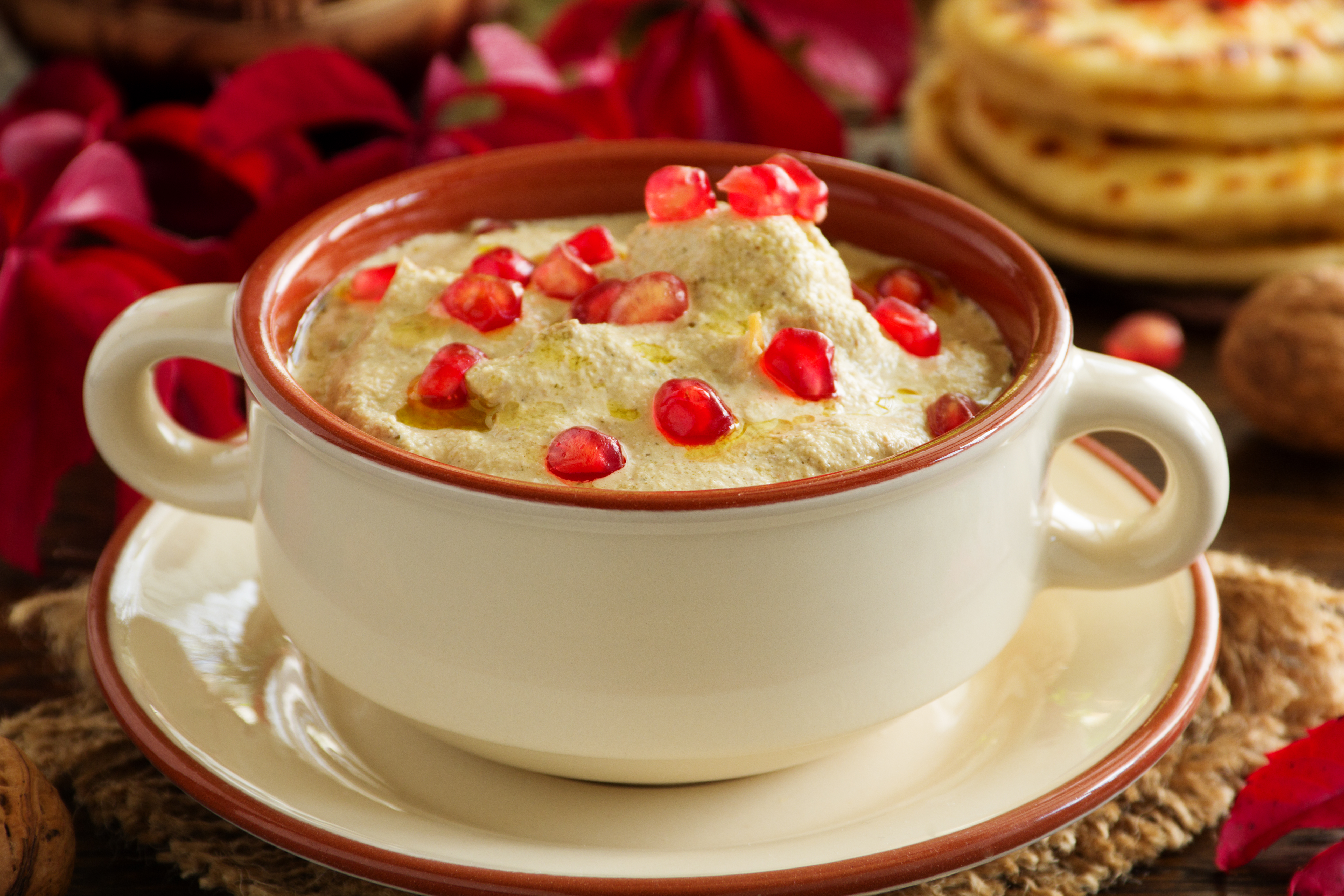
사치비 소스를 곁들인 닭고기

조지아 요리의 소스는 다음과 같다:
- 아지카
- 트케말리 소스
- 사체벨리

### 독일
독일 요리의 소스는 다음과 같다:
- 커리게뷔르츠케첩
- 두케페트
- 프랑크푸르트 그린 소스
- 브라우네 브라텐조세
- 셰리조세
- 자네조세

### 그리스

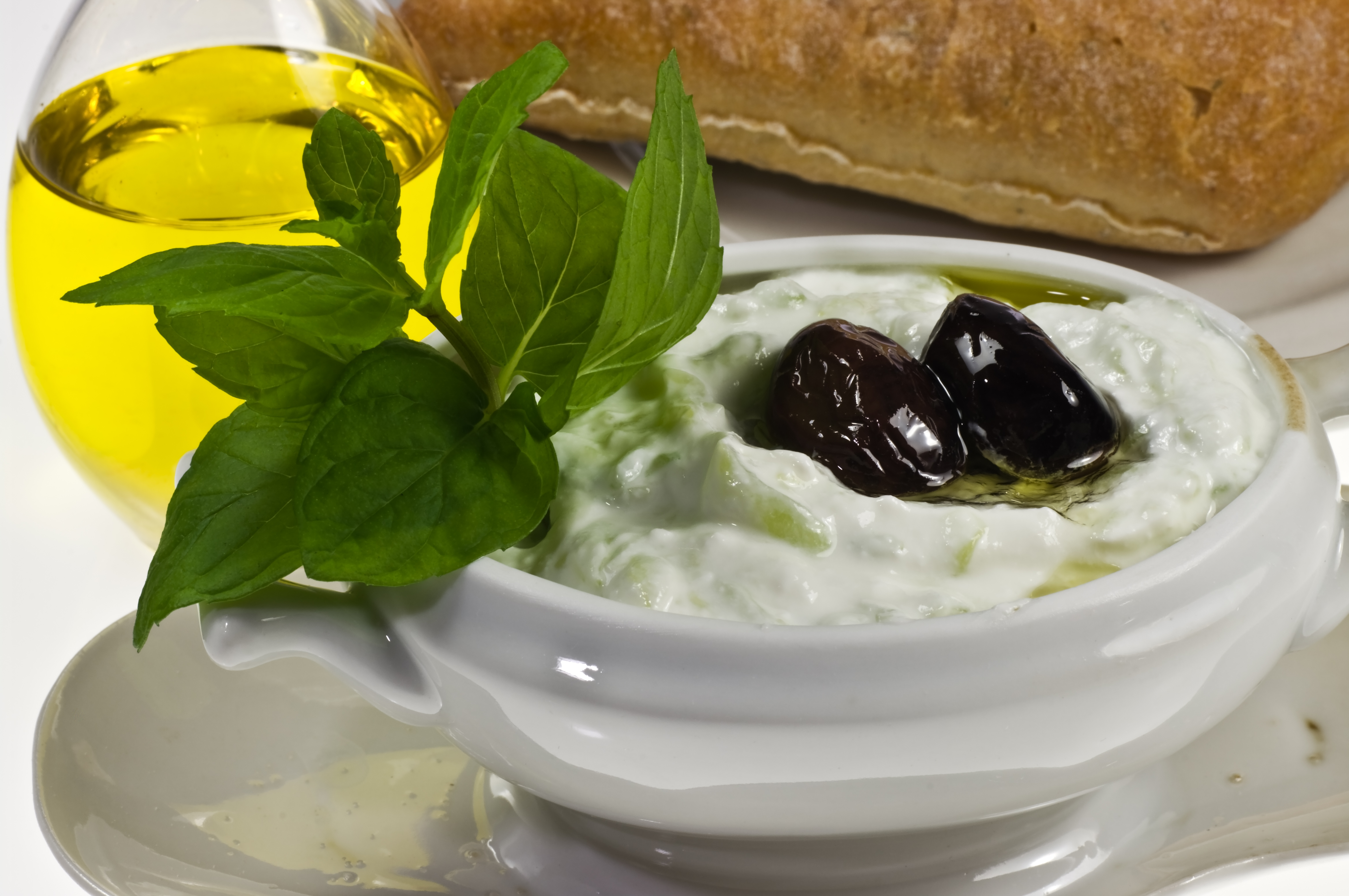
자지키

그리스 요리의 소스는 다음과 같다:
- 스코르달리아
- 자지키
- 아브고레모노
- 멜리차노살라타
- 타라모살라타

### 헝가리
- 바다슈마르타슈, 당근 기반 소스

### 인도
인도 요리의 소스는 다음과 같다:
- 코코넛 처트니 (남인도)
- 마늘 처트니 (남인도)
- 망고 처트니 (남인도)
- 고수 (식물) (북인도)
- 민트 처트니 (북인도)
- 토마토 처트니
- 임리 (북인도)
- 그린 칠리
- 알루부하라 (북인도)
- 카주르 (북인도)

### 인도네시아
인도네시아 요리의 소스는 다음과 같다:
- 다부다부
- 콜로콜로
- 사테 소스
- 페셀
- 삼발
- 케찹 마니스

### 이란
이란 요리의 소스는 다음과 같다:
- 마햐와

### 이탈리아
이탈리아 요리의 소스는 다음과 같다:
- 알리아타
- 아그로돌체
- 아마트리차나
- 아라비아타
- 라구 볼로녜세
- 제노베제 소스
- 라구 나폴레타노
- 페아라
- 페스토

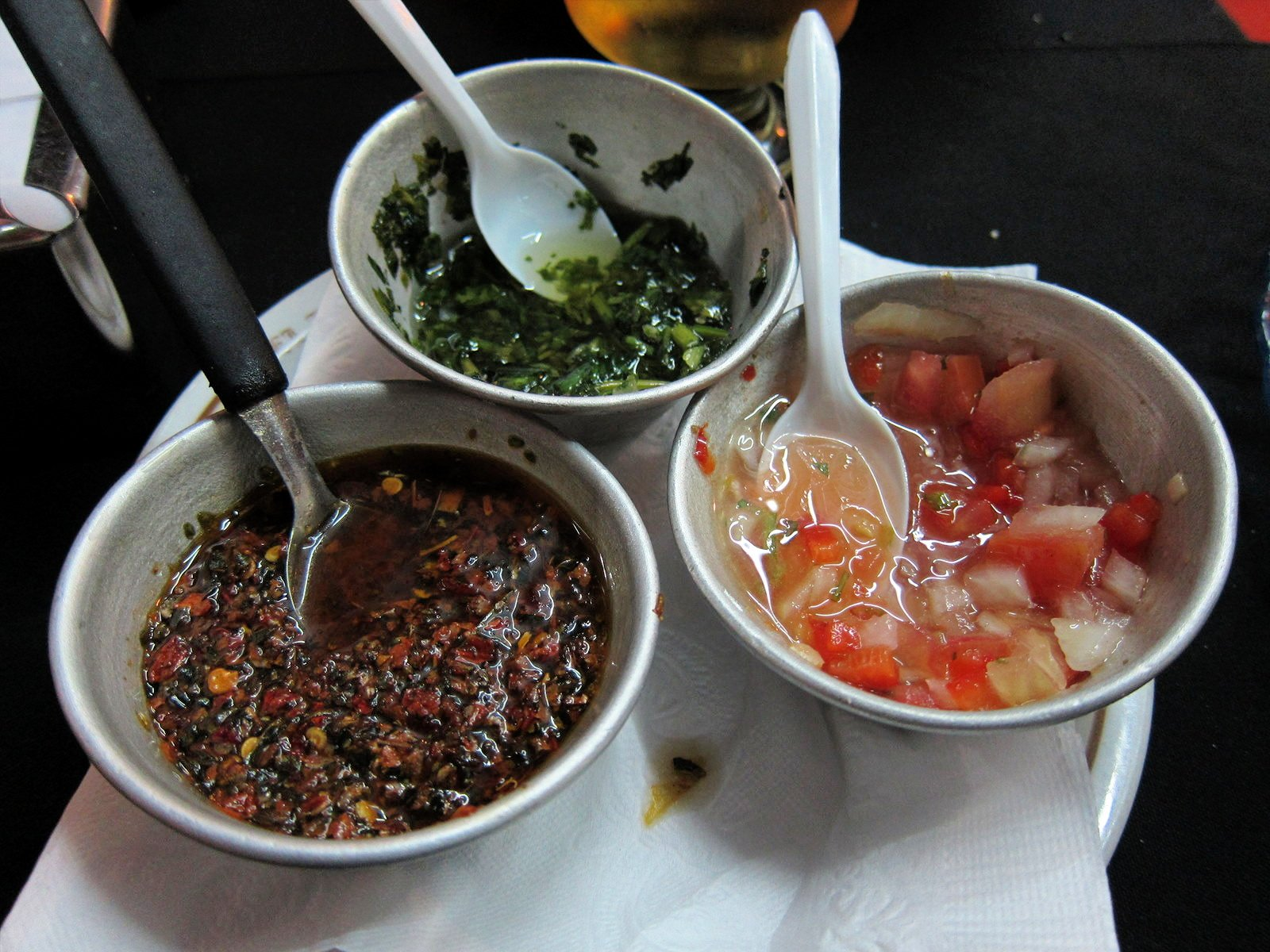
시칠리아 팔레르모의 한 가족이 운영하는 파리야 (그릴)의 소스들

- 페스토 알라 트라파네제
- 라구 (소스)[47]
- 라구 디 살시차
- 수고 알라 푸타네스카

### 자메이카
자메이카 요리의 소스는 다음과 같다:
- 저크 소스

### 일본
일본 요리의 소스는 다음과 같다:
- 쇼츠루
- 다레
- 폰즈 (음식)
- 우메보시 페이스트, 또는 일본식 절인 자두 소스
- 돈가스 소스

### 한국

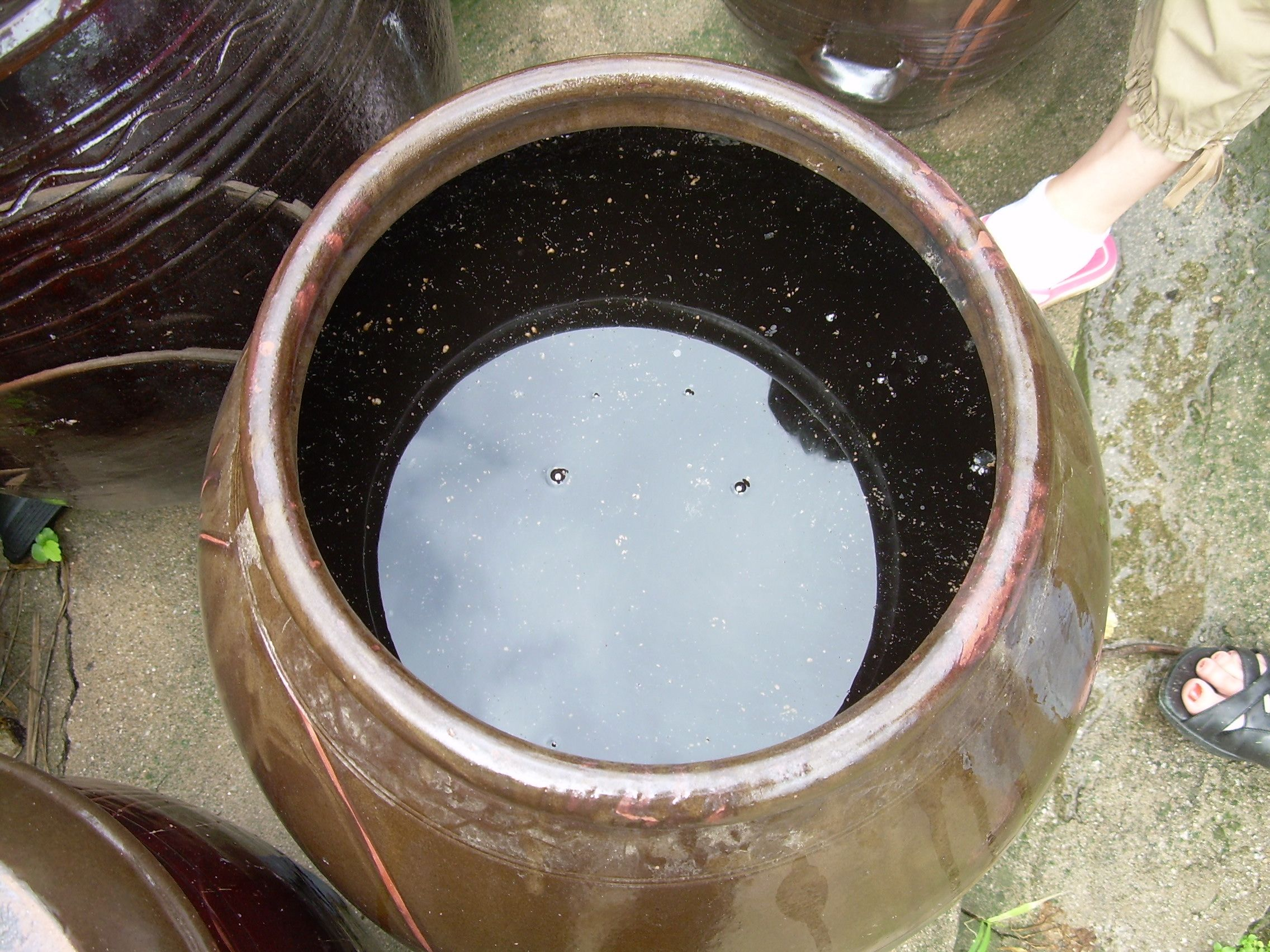
전통 한국 간장

한국 요리의 소스는 다음과 같다:
- 한국 간장[48]

### 리비아
리비아 요리의 소스는 다음과 같다:
- 필펠 추마[49]

### 말레이시아
말레이시아 요리의 소스는 다음과 같다:
- 친찰록

### 멕시코

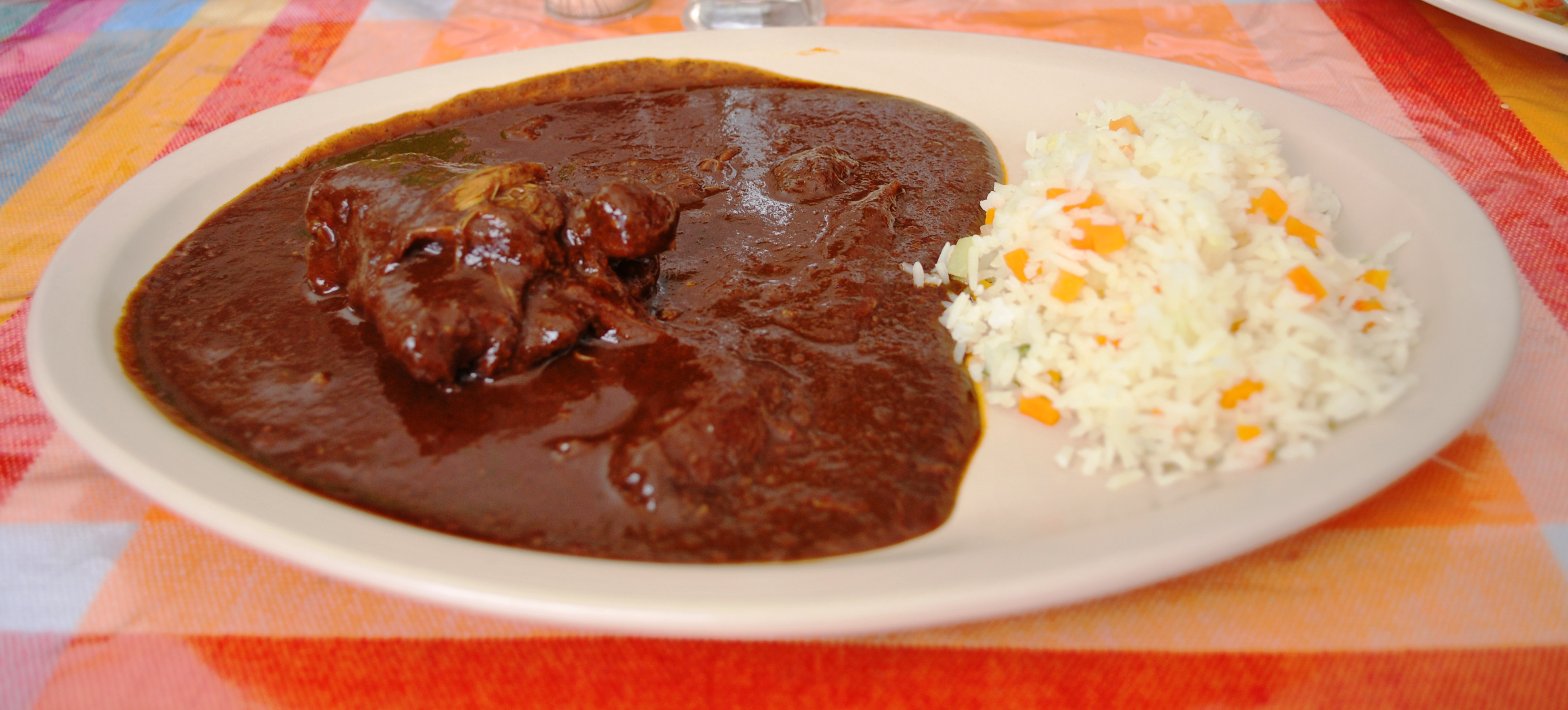
붉은 몰레 소스를 곁들인 닭 요리

멕시코 요리의 소스는 다음과 같다:
- 과카몰레[50]
- 몰레[51]
- 피코 데 가요
- 살사 마차
- 살사 베르데
- 살사 로하
- 살사 보라차
- 크니펙

### 네덜란드
네덜란드 요리의 소스는 다음과 같다:
- 프리테사우스[52]
- 요피사우스

### 페루
페루 요리의 소스는 다음과 같다:
- 우안카이나
- 오코파

크레마 데 로코토
야탄
마요네사 데 아세이투나스 (검은 올리브 마요네즈)

### 필리핀
필리핀 요리의 소스는 다음과 같다:
- 바구옹[53]
- 바나나 케첩
- 라틱

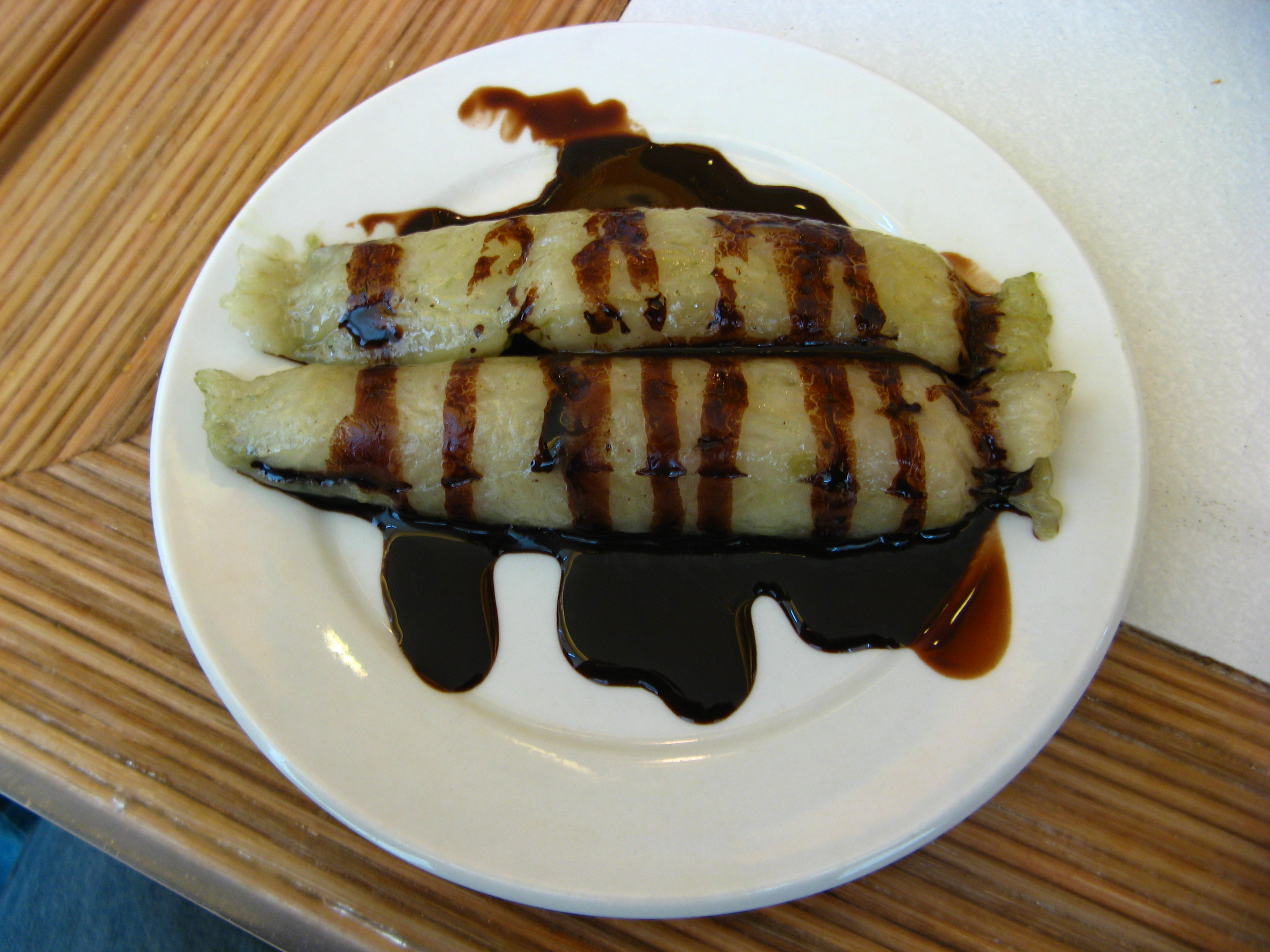
카사바 수만과 라틱

- 칠리 간장 라임 – 간장, 다진 새눈고추, 다진 양파, 칼라만시 라임 주스를 섞은 것으로, 구운 고기와 해산물의 전통적인 딥 소스이다. 괌에도 피나데네라는 비슷한 소스가 있다.
- 간 소스 – 주로 레촌이나 통구이 돼지의 딥 소스로 사용된다. 맛은 짭짤하고 달콤하며 톡 쏘는 맛이 나고, 영국식 브라운 소스와 비슷하지만 질감이 더 거칠다.

### 폴란드
폴란드 요리의 소스는 다음과 같다:
- 블랙 폴란드 소스 (폴란드어: 차르니 소스 폴스키) – 꿀, 식초, 생강, 후추를 기반으로 한다. 이 소스는 오늘날에는 흔하지 않다.
- 츠비크와 – 겨자무와 삶아 다진 비트로 만든다. 부활절에 매우 흔하다. 빵과 함께 먹는 다양한 고기와 함께 제공된다.
- 크랜베리 겨자무 소스 – 겨자무, 다진 크랜베리, 사워크림, 마요네즈로 구성된다.
- 딜 소스 – 뜨겁거나 차갑게 만들 수 있는 소스. 차가운 것은 딜, 요구르트, 향신료로 만든다. 뜨거운 것은 루, 싱글/더블 크림으로 구성되거나 요구르트 대신 전분으로 걸쭉하게 만든다. 뜨거운 버전은 골룸키 또는 고기 완자와 함께 제공될 수 있으며, 차가운 버전은 조리된 생선과 함께 제공된다.
- 겨자무 소스 – 사워크림, 마요네즈, 레몬 주스, 다진 겨자무로 만든다. 삶은 달걀, 베이컨 또는 구운/튀긴 고기와 함께 먹을 수 있다. 샌드위치에도 넣을 수 있다.
- 그레이 폴란드 소스 (폴란드어: 샤리 소스 폴스키) – 루와 쇠고기, 생선 또는 야채 육수를 와인 또는 레몬 주스로 양념한 것으로 구성된다. 추가 재료로는 캐러멜, 건포도, 아몬드, 다진 양파, 간 진저브레드 또는 더블 크림이 있다.
- 헌터스 소스 (폴란드어: sos myśliwski) – 토마토 퓌레, 양파, 버섯, 튀긴 베이컨, 오이 피클.
- 미제리아 – 얇게 썬 오이, 설탕, 허브를 넣은 케피르 또는 사워크림 소스 또는 샐러드.
- 무실리노비 소스 – 올랑데즈에 휘핑 크림 또는 휘저은 달걀 흰자를 섞은 것과 비슷한 소스.
- 폴로네즈 – 녹인 버터, 다진 삶은 달걀, 빵가루, 소금, 레몬 주스, 허브로 만든 가니시. 폴란드에서는 주로 드레싱으로 사용되며, 감자와 고기 옆에 녹두, 콜리플라워, 브로콜리 또는 브뤼셀 스프라우트와 같은 조리된 채소와 함께 제공된다.
- 살샤 소스 (폴란드어: 살샤) – 버터, 양파, 파슬리 뿌리, 마늘, 월계수 잎, 타임, 바질, 식초, 밀가루, 와인을 넣은 소스.
- 폴로네즈 스타일의 블루테 – 겨자무, 레몬 주스, 사워크림을 섞은 블루테 소스.[54]
- 옐로 폴란드 소스 (폴란드어: 주어티 소스 폴스키) – 와인, 달걀 노른자, 버터, 설탕, 시나몬, 사프란으로 만든다.

### 포르투갈
포르투갈 요리의 소스는 다음과 같다:
- 세볼라다 – 포르투갈 요리에서 생선과 사냥감에 사용되는 양파 소스.
- 체르베제이라 소스 – 주로 스테이크에 사용되는 맥주 소스.
- 에스카베슈 소스 – 주로 생선에 사용되는 식초 기반 소스.
- 프란세지냐 소스 – 다양한 다른 재료와 함께 맥주를 포함하는 붉거나 주황색 소스로, 종종 토마토를 기반으로 한다.

### 푸에르토리코
푸에르토리코 요리의 소스는 다음과 같다:
- 아도보 모하도
- 아힐리모힐리

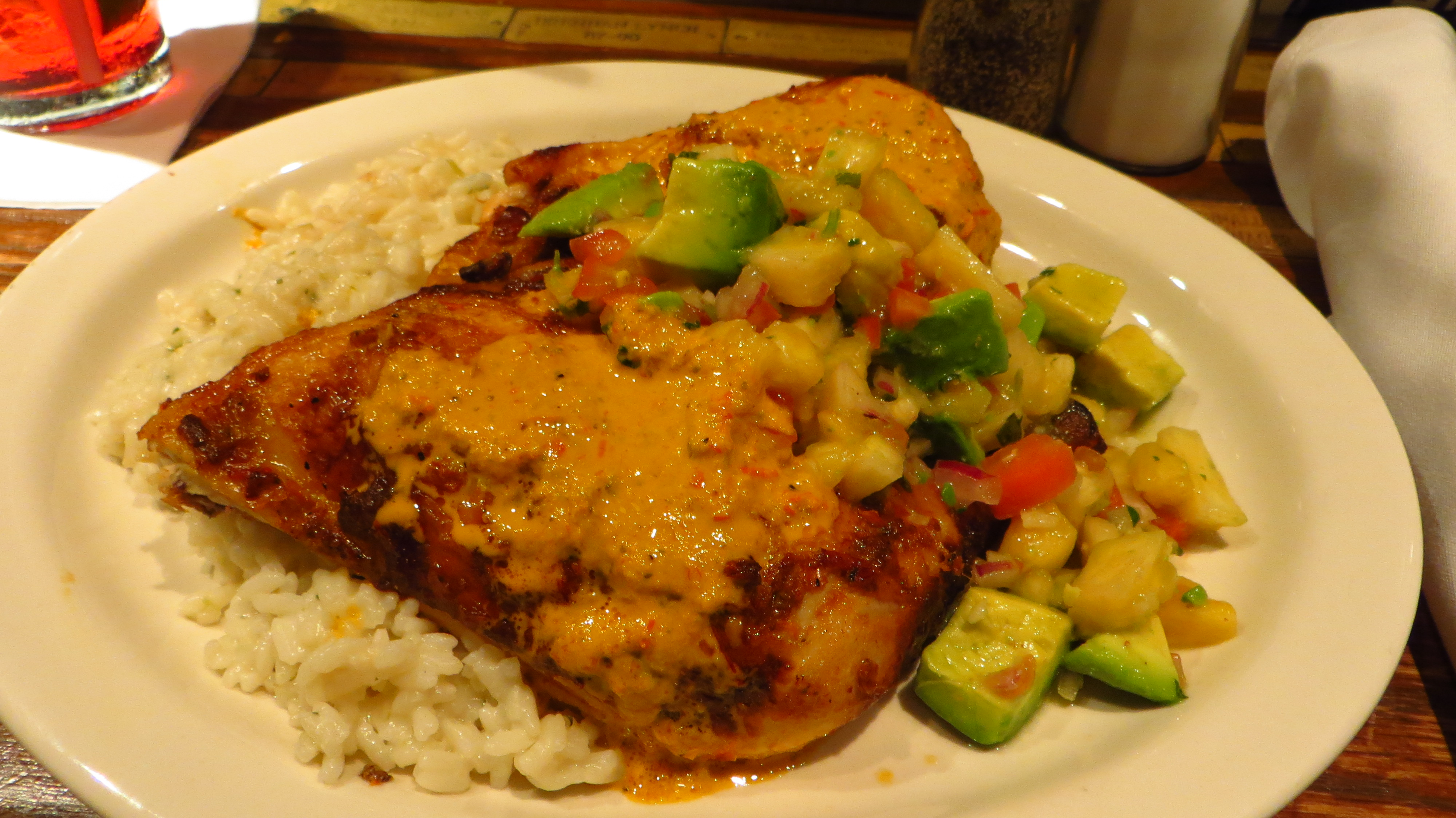
아힐리모힐리, 쌀, 살사를 곁들인 닭고기

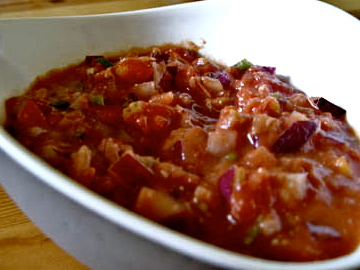
모히토 이슬레뇨

- 에스카베슈 소스 – 고추, 마늘, 허브, 식초로 만든 절임 소스로 주로 그린 바나나, 양파, 뿌리채소, 닭똥집, 생선에 사용된다.
- 아히 데 레체 데 코코 – 매콤하고 걸쭉한 코코넛 밀크와 라임 소스
- 마리 로즈 소스 – 소프리토, 고추, 케첩, 신 오렌지, 우스터셔 소스, 마요네즈로 만든다.
- 모히토 이슬레뇨
- 모호 크리올로
- 피케
- 피케 베르데 보리쿠아
- 레카이토
- 소프리토

### 루마니아
루마니아 요리의 소스는 다음과 같다:
- 무즈데이[55]

### 러시아

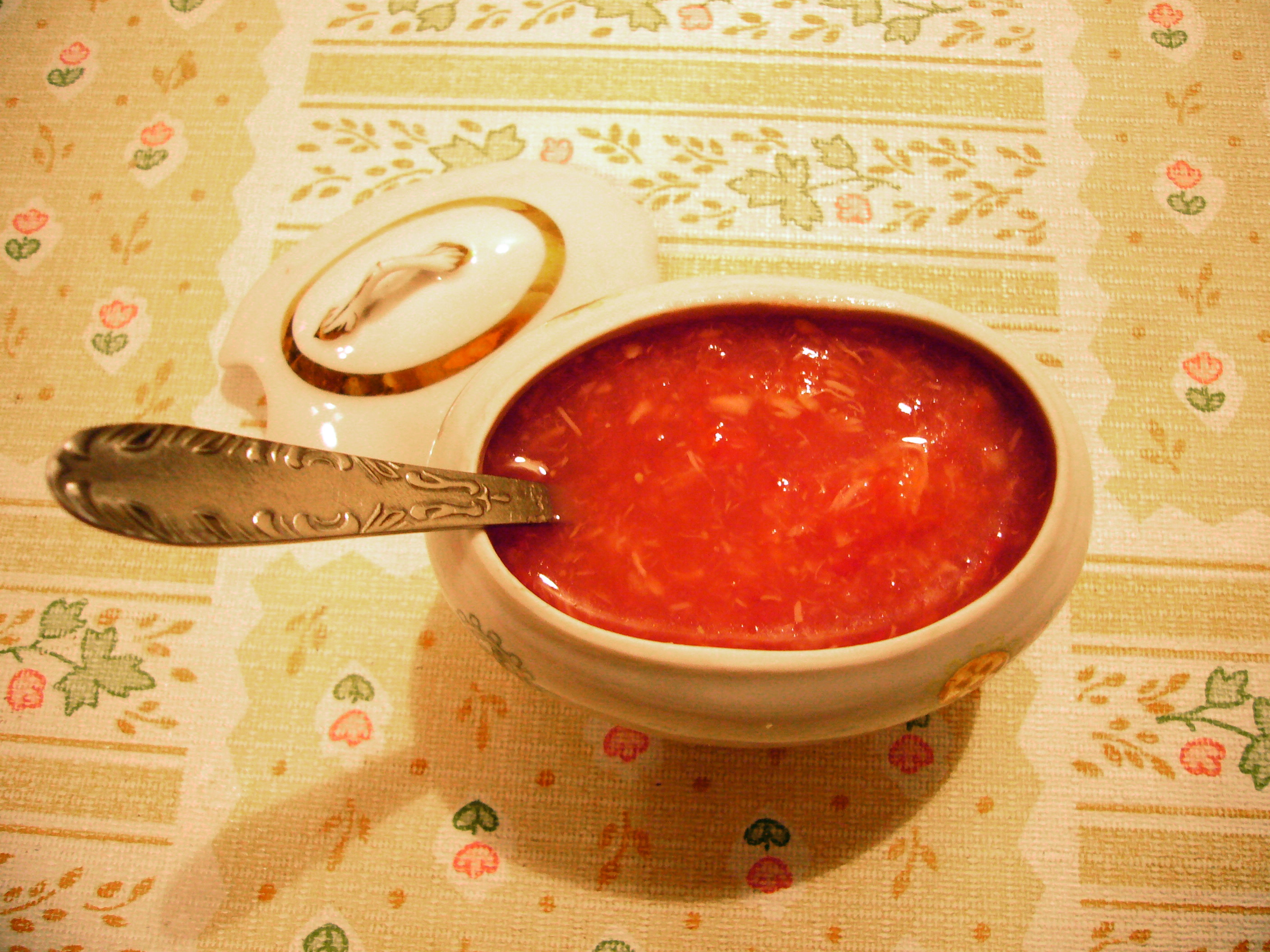
시베리아에서 유래한 매운 겨자무 소스인 흐레노비나 소스

러시아 요리의 소스는 다음과 같다:
- 흐레노비나 소스

### 스페인
스페인 요리의 소스는 다음과 같다:

#### 카나리아 제도
카나리아 제도 요리에서 사용되는 소스는 다음과 같다:
- 모호

#### 카탈루냐

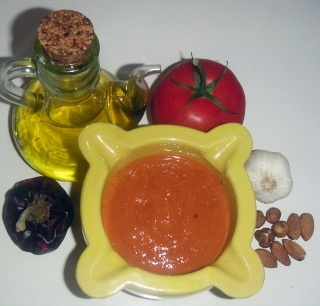
로메스코 재료와 소스

카탈루냐 요리의 소스는 다음과 같다:
- 살빗차다
- 샤토
- 로메스코
- 아욜리

### 스웨덴
스웨덴 요리의 소스는 다음과 같다:
- 브룬소스
- 호브메스타소스 - 머스터드와 딜로 만든다
- 링곤베리 소스
- 스카겐 소스 - 새우, 마요네즈 및 기타 재료로 만든다

### 스위스
스위스 요리의 소스는 다음과 같다:
- 카페 드 파리 소스[56] – 구운 쇠고기와 함께 제공되는 버터 기반 소스

### 태국

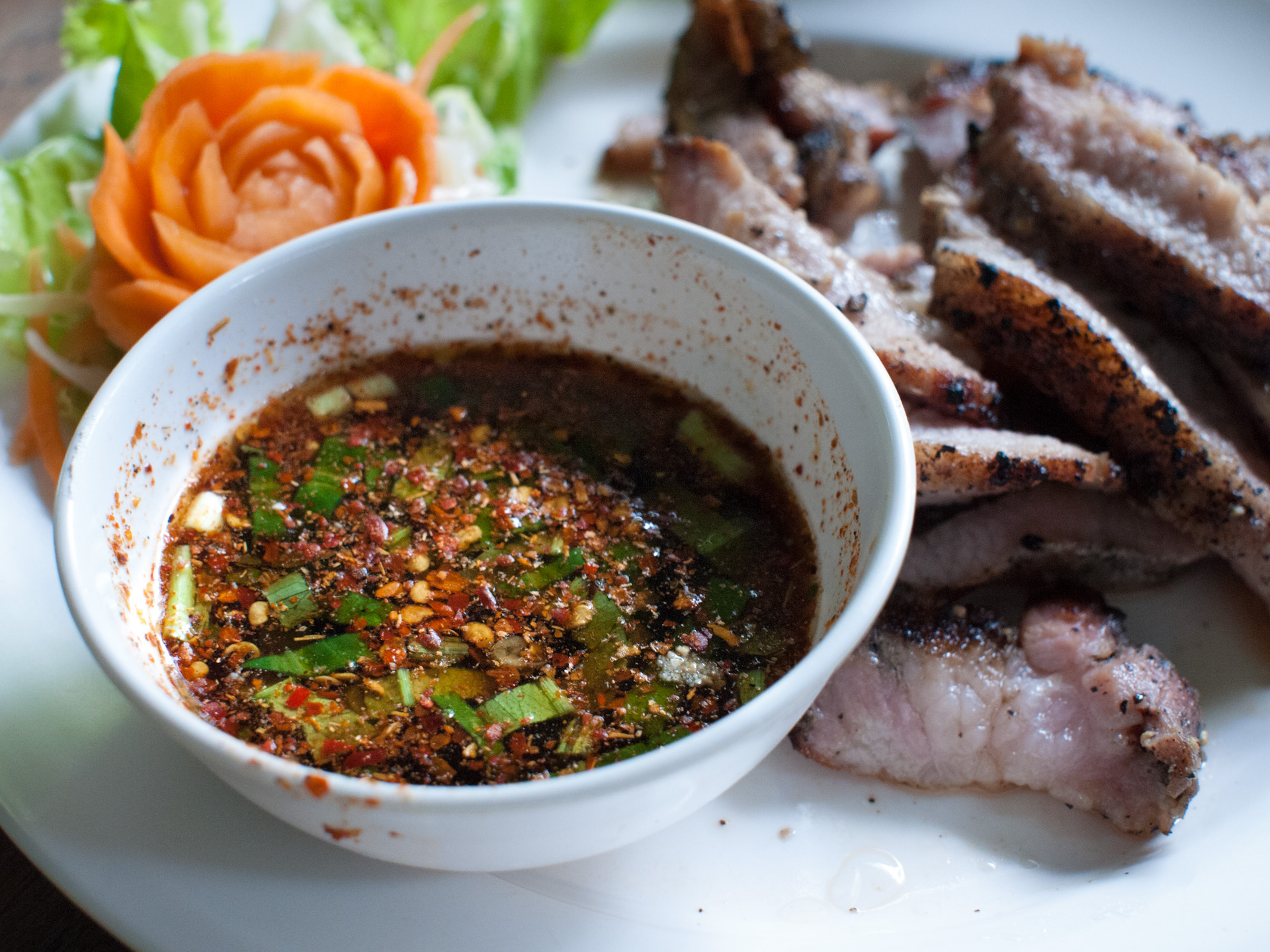
남 침 차오 소스

태국 요리의 소스는 다음과 같다:
- 남 침
- 남 프릭
- 시라차 소스[57]
- 스위트 칠리 소스

### 영국
영국 요리의 소스는 다음과 같다:
- 앨버트 소스
- 사과 소스
- 브레드 소스
- 브라운 소스
- 체다 소스
- 컴벌랜드 소스 (옥스포드 소스)
- 그레이비
- 헨더슨스 렐리시
- 겨자무 소스
- 마리 로즈 소스
- 민트 소스
- 버섯 소스
- 양파 그레이비
- 파슬리 소스
- 레드커런트 소스
- 슈루즈베리 소스
- 튜크스베리 머스터드
- 위스키 소스
- 화이트 소스
- 우스터셔 소스
- 와우와우 소스, also known as 보우와우 소스

### 미국

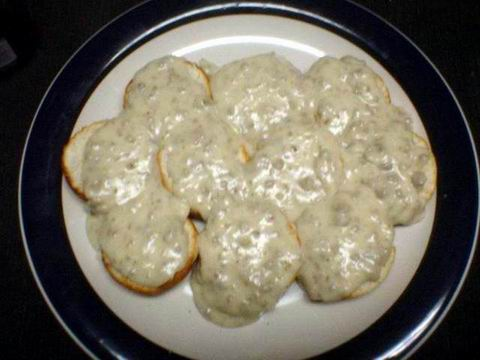
비스킷 위에 얹은 소시지 그레이비

미국 요리의 소스는 다음과 같다:
- 페투치네 알프레도#알프레도 소스
- 바비큐 소스
- 브라운 그레이비
- 버펄로 소스
- 신시내티 칠리
- 커피 소스
- 컴백 소스
- 코니 소스[58]
- 크랜베리 소스
- 크림 치즈
- 덕 소스
- 에투페 소스
- 헨리 베인 소스
- 훌리훌리 소스
- 랍스터 소스
- 맘보 소스
- 미시간 소스
- 올드 사워
- 레드아이 그레이비
- 레물라드
- 소시지 그레이비
- 토마토 소스
- 보드카 소스

### 우루과이
우루과이 요리의 소스는 다음과 같다:
- 카루소 소스

### 베트남
찍어 먹는 소스는 많은 베트남 요리의 주요 특징이다. 흔히 사용되는 소스는 다음과 같다:
- 맘 톰 - 발효 새우 소스
- 맘 코 퀘트 - 캐러멜라이즈된 야채 딥
- 맘 넴
- 무오이 옷 산 수아 닥 참 하이 산 - 해산물 소스를 곁들인 녹색 고추와 연유
- 느억 쩜
  - 느억 맘 참 - 짭짤한 어장
  - 느억 맘 드엉 - 달콤한 어장
  - 느억 맘 증 - 생강 어장
- 뜨엉 - 발효 콩 페이스트

## 같이 보기
- 차트니
- 컴파운드 버터
- 조미료
- 데글레이징
- 딥
- 딥 목록
- 두장
- 퐁뒤
- 가스트리크
- 조미료 목록
- 디저트 소스 목록
- 어장 목록
- 핫소스 목록
- 마요네즈 기반 소스 목록
- 육류 기반 소스 목록
- 시럽 목록
- 재우기
- 식사 준비
- 리덕션 (요리)
- 렐리시
- 소스 보트
- 소스실
- 소시에
- 국
- 스프레드 (음식)
- 콩소

### 서적 출처
- Beck, Simone; 루이젯 베르톨레; 줄리아 차일드 (2012). 《Mastering the Art of French Cooking, Volume One》. London: Particular. ISBN 978-0-241-95339-6.
- Fuller, John; Edward Renold (1992). 《The Chef's Compendium of Professional Recipes》. Oxford: Butterworth-Heinemann. ISBN 978-0-7506-0490-1.
- Hering, Richard (1989). 《Hering's Dictionary of Classical and Modern Cookery》 eleven판. London: Virtue. ISBN 978-3-8057-0307-9.
- Saulnier, Louis (1978). 《Le Répertoire de la Cuisine》 fourteen판. London: Jaeggi. OCLC 1086737491.

## 더 읽어보기
- Sokolov, Raymond (1976). 《The Saucier's Apprentice》. Knopf. ISBN 0-394-48920-9.
- Corriher, Shirley (1997). 〈Ch. 4: sauce sense〉. 《Cookwise, the Hows and Whys of Successful Cooking》 1판. New York: William Morrow & Company, Inc. ISBN 0-688-10229-8.
- Murdoch (2004) Essential Seafood Cookbook Seafood sauces, p. 128–143. Murdoch Books. ISBN 9781740454124
- Brandau, Mark (2012년 8월 30일). “Restaurant chains experiment with sauces to add flavor”. Nation's Restaurant News magazine. 2012년 9월 5일에 확인함.
- “Emerging Sauces”. Foodservice Research Institute. 2011. 2016년 3월 4일에 원본 문서에서 보존된 문서. 2012년 9월 5일에 확인함.